# くにおくんシリーズ
くにおくんシリーズは、テクノスジャパンから発売されたコンピューターゲームの主人公である正義の不良・「くにお」を看板キャラクターとして展開されているゲーム作品群の呼称である。
シリーズ全体の特徴として「超人的な身体能力を持つ不良高校生達が、常識やルール無用で、縦横無尽に暴れまわる」という世界観がある。作品群の多くはアクションゲームであるが、「ケンカ」がゲームのコンセプトに据えられ、ドットキャラクターの豊富なアクションパターンと、いわば「はちゃめちゃ」、「なんでもあり」を意識したプレイスタイルの自由度を誇り、単純明快ながらも奥深いゲーム性をもって根強い支持を得ている。

## 歴史
1986年に、シリーズの始まりとなる第1作『熱血硬派くにおくん』がアーケードゲームとして発表された。正義の不良（通称熱血硬派）である主人公・「くにお」が、他校の不良や悪人を退治する、という構図の下、「ケンカ」のリアリティや臨場感を強く意識したアクションがデザインされ、そのゲーム性の斬新さが好評を博し、またファミリーコンピュータへの移植にあたって改変・独自要素を盛り込んだFC版もあわせて、ヒット作となった。原点となった第1作のディレクターは「ダブルドラゴンシリーズ」、『サンダーストーム』、『ロードブラスター』などを代表作に持つ岸本良久。ゲームのコンセプトに据えられた「ケンカ」のアイデアは、岸本自身が喧嘩に明け暮れたという学生時代の実体験が原点となっている。また、主人公・「くにお」の名は、当時のテクノスジャパン社長「瀧邦夫（たき くにお）」に由来している。
1987年には、シリーズ第2作『熱血高校ドッジボール部』がアーケードゲームとして発表された。前作に続き主人公を務める「くにお」に「スポーツ万能」という設定を加えたこと、またファミリーコンピュータへの移植にあたって、対戦プレイを意識した調整や追加・改変要素が功を奏し、FC版は大ヒット作となった。この成功は、後に様々なジャンルのスポーツゲームを生む契機となり、サッカーやアイスホッケー、バスケットボール、野球といった作品展開に繋がった。
1989年には、シリーズ第3作『ダウンタウン熱血物語』がFC用ソフトとして発売された。第1作の「ケンカアクション」を色濃く汲みながらも、破天荒な遊び方が可能な自由度の高さ、コミカルさが際立つキャラクタードットのデフォルメ化や独特の台詞回し、個性的なサブキャラクター達の新登場、といった要素が相まってヒット作となった。前作までは「くにお」と対立してきたライバル・「りき」との共闘という展開を通じて、彼らを取り巻く世界観が描かれたことで、後の作品群に群像劇的な一面が加えられる契機となった。
これらの3作品を礎として、後々「熱血硬派シリーズ」、「ダウンタウンシリーズ」、「スポーツシリーズ」として分類される様々なジャンルの作品がリリースされる。
海外では第1作が『Renegade』のタイトルでリリースされ人気を博した。中でも欧州では熱狂的な支持を受け、欧州独自の続編（『Target: Renegade』『Renegade III: The Final Chapter』）が家庭用機向けにリリースされている。欧州で『Renegade』は、アーケードでほぼ同時にリリースされた『ダブルドラゴン』の姉妹作として認知されたらしく（欧州ではどちらも1987年に稼働）、『Target: Renegade』はバイクを蹴り飛ばしたり歓楽街にいるガタイの大きい女性を馬乗りでボコボコにしたりなど初代の要素を継承しつつも『ダブルドラゴン』に近いゲーム内容となっている（『Renegade III』はストーリーが迷走して終了）。「スポーツシリーズ」の各作品も、「Renegade」とは無関係のスポーツゲームとしてリリースされ、同じく人気作となった。
シリーズ作品としては1994年の『熱血!ビーチバレーだよ くにおくん』を最後に、1996年初頭に倒産を迎えた。テクノスジャパンの倒産後は、瀧邦夫が非常勤役員に就いていた「ミリオン」によりテクノスジャパン全作品の権利が管理され、携帯電話向けに改変された形で一部の過去シリーズが単発的に配信されるに留まり、2000年代に入るまでは新作発表等の動きがない時期が続いた。
2004年に、アトラスより、第3作のリメイク作『ダウンタウン熱血物語ex』、また2005年8月25日から2006年2月16日にかけて総集編作品が発売された。
2008年頃からは、アークシステムワークスが開発に携わり、「超熱血!」の名を冠した3作品が発売された。　
2011年には、シリーズ25周年を記念して、第1作のリメイク作『熱血硬派くにおくん すぺしゃる』発表され、シリーズが再始動する。
2015年には、シリーズの版権がミリオンからアークシステムワークスへ譲渡された。
2016年には、シリーズ30周年記念作品として、第3作のリニューアル作『ダウンタウン熱血物語SP』が発売されている。
2019年には、海外企業WayForward Technologiesの開発による『熱血硬派くにおくん外伝 River City Girls』が発売。
2021年には、シリーズ35周年のアナウンスがなされ、記念作品として『ダウンタウンスペシャル くにおくんの三国志だよ 全員集合！』、『熱血硬派くにおくん外伝 River City Girls2』、移植版『新・熱血硬派くにおたちの挽歌』が発表された。

## シリーズ一覧
多数に及ぶ作品について、「熱血シリーズ」として「熱血硬派」系と「二頭身」系に分けられるが「熱血シリーズらしいゲーム性」と言う観点では、全ての作品がリンクしている。さらに熱血シリーズを分類すると以下の３つのシリーズになる。
熱血硬派シリーズ
アーケードゲームからの流れを重視したケンカアクション。『第1作』、『番外乱闘編』、『初代』、『挽歌』など。
登場キャラクターの名前表記が主に「名のみ」、キャラクタードットの頭身が高い、実在の地名が作中に登場する。
ダウンタウンシリーズ
コミカルアクションを重視した学園物アクション・スポーツ。『熱血物語』、『行進曲』、『時代劇』、『べーすぼーる』、『三國志』など。
登場キャラクターの名前表記が主に「姓のみ」、キャラクタードットの頭身が低い、架空の街「夢見町」が舞台の中心となる。
スポーツシリーズ
乱闘上等、ラフプレイ推奨の特殊なルール下で競技が繰り広げられるスポーツ作品。『ドッジボール部』シリーズ、『ホッケー部』、『サッカーリーグ』など。
作品独自のキャラクターのみならず「熱血硬派シリーズ」「ダウンタウンシリーズ」のキャラクターも広く登場する。
製作に携わったスタッフの陣容によって、同じ登場人物であっても作品間、シリーズ間で設定が異なっている場合が多く、キャラクターの関係性や舞台設定などでは特に顕著となっている。リメイク作においては、そういった設定の違いを包括して新たな設定が付与されているものや、各シリーズの傾向・要素を組み合わせた折衷的なゲームデザインとなっているものも多い。
各作品の主人公は「くにお」であるものがほとんどだが、『熱血べーすぼーる物語』、『りき伝説』、『River City Girls』、『イカすぜ！小林さん』等、くにお以外の人物が主人公を務める作品もいくつかある。

### ゲーム作品の発売元
各作品の対応ゲームハード、プラットフォームによって発売元が異なっている。
会社名/機種の順に記載。
- テクノスジャパン/AC・FC・SFC・GB
- ナグザット(現・加賀クリエイト)/PCE・バーチャルコンソール(以下「VC」、PCE作品のみ)
- パルソフト/MD
- メディアカイト/WIN
- アトラス/GBA
- ハムスター/PS2・PS4アーケードアーカイブス
- Miracle Kids/Wiiウェア
- D4エンタープライズ/VC(AC作品のみ)
- マーベラス/スマートフォン向け(SNS)アプリ
- アークシステムワークス/DS・3DS・VC(FC・SFC・GB作品)・PS3・スマートフォン向けアプリ・PS4・Switch・Steam

ライセンス提供は、テクノスジャパン倒産以降はミリオンにより行われていたが、2015年6月よりアークシステムワークスが提供を行っている。

### ゲーム作品一覧
発売日順、タイトル/機種/発売日、本項での略称(…『○○』)の順に記載。
- 熱血硬派くにおくん／AC／1986年5月(Wii VC／2012年3月6日、PS4アーケードアーカイブス／2014年7月24日)…『第1作』
- 熱血硬派くにおくん／FC／1987年4月17日(Wii VC／2008年3月18日、3DS VC／2013年4月3日、Wii U VC／2014年1月15日)
- 熱血高校ドッジボール部／AC／1987年11月…『ドッジボール部』
- 熱血高校ドッジボール部／FC／1988年7月26日(Wii VC／2008年6月17日、3DS VC／2013年3月6日、Wii U VC／2013年12月18日)
- ダウンタウン熱血物語／FC／1989年4月25日(Wii VC／2007年10月23日、3DS VC／2012年11月28日)…『熱血物語』
- 熱血高校ドッジボール部 PC番外編／PCE／1990年3月30日(Wii VC／2008年9月30日)
- 熱血高校ドッジボール部サッカー編／FC／1990年5月18日(Wii VC／2008年10月7日、Wii U VC／2014年3月19日)…『サッカー編』
- ダウンタウン熱血行進曲 それゆけ大運動会／FC／1990年10月12日(Wii VC／2007年12月4日、Wii U VC／2013年4月27日、3DS VC／2013年6月12日)…『行進曲』
- 熱血硬派くにおくん 番外乱闘編／GB／1990年12月7日(3DS VC／2012年8月8日)…『番外乱闘編』
- 熱血高校サッカー部 ワールドカップ編／GB／1991年4月26日(3DS VC／2012年8月1日)…『WC編』
- ダウンタウンスペシャル くにおくんの時代劇だよ全員集合!／FC／1991年7月26日(Wii VC／2009年5月12日、3DS VC／2013年7月10日、Wii U VC／2013年12月4日)…『時代劇』
- 熱血高校ドッジボール部 強敵!闘球戦士の巻／GB／1991年11月8日(3DS VC／2011年8月3日)
- 熱血高校ドッジボール部 CDサッカー編／PCE SUPER CD-ROM2／1991年12月20日(Wii VC／2008年11月4日)
- いけいけ!熱血ホッケー部「すべってころんで大乱闘」／FC／1992年2月7日(Wii VC／2009年8月18日、3DS VC／2013年8月7日、Wii U VC／2014年6月19日)…『ホッケー部』
- 熱血高校ドッジボール部 PCサッカー編／PCE／1992年4月3日
- びっくり熱血新記録! はるかなる金メダル／FC／1992年6月26日(Wii VC／2011年10月18日、3DS VC／2013年1月23日、Wii U VC／2014年11月12日)…『新記録』
- ダウンタウン熱血行進曲 どこでも大運動会／GB／1992年7月24日(3DS VC／2012年5月16日)
- 初代熱血硬派くにおくん／SFC／1992年8月7日…『初代』
- 熱血高校ドッジボール部 MDサッカー編／MD／1992年8月7日
- ダウンタウン熱血行進曲 それゆけ大運動会／PCE SUPER CD-ROM2／1992年12月11日
- 熱血格闘伝説／FC／1992年12月23日…『格闘伝説』
- くにおくんの熱血サッカーリーグ／FC／1993年4月23日…『サッカーリーグ』
- びっくり熱血新記録 どこでも金メダル／GB／1993年7月16日(3DS VC／2011年11月9日)
- くにおくんのドッジボールだよ全員集合!／SFC／1993年8月6日(Wii VC／2012年2月14日、Wii U VC／2014年7月16日)
- 熱血!すとりーとバスケット／FC／1993年12月22日…『すとりーとバスケ』
- ダウンタウンスペシャル くにおくんの時代劇だよ全員集合！／GB／1993年12月22日(3DS VC／2011年6月7日)
- ダウンタウン熱血物語／PCE SUPER CD-ROM2／1993年12月24日
- ダウンタウン熱血べーすぼーる物語／SFC／1993年12月17日…『べーすぼーる』
- 新・熱血硬派くにおたちの挽歌／SFC／1994年4月29日…『挽歌』
- くにおのおでん／SFC／1994年5月27日…『おでん』
- 熱血!ビーチバレーだよ くにおくん／GB／1994年7月29日(3DS VC／2012年1月25日)…『ビーチバレー』
- Ultra Series 熱血高校ドッジボール部／WIN／2003年10月17日
- ダウンタウン熱血物語ex／GBA／2004年3月5日…『熱血物語ex』
- くにおくん熱血コレクション1／GBA／2005年8月25日
- くにおくん熱血コレクション2／GBA／2005年10月27日
- オレたちゲーセン族 熱血硬派くにおくん／PS2／2006年1月26日
- くにおくん熱血コレクション3／GBA／2006年2月16日
- オレたちゲーセン族 熱血高校ドッジボール部／PS2／2006年3月23日
- 超熱血高校くにおくん ドッジボール部(公式サイト) ／DS／2008年3月19日
- くにおくんの超熱血!大運動会(公式サイト) ／DS／2010年2月4日
- くにおくんの超熱血!サッカーリーグぷらす ワールド・ハイパー・カップ編(公式サイト) ／DS／2010年5月27日
- ダウンタウン熱血どっじぼーる ／Wiiウェア／2011年7月12日
- 熱血硬派くにおくん すぺしゃる ／3DS／2011年12月15日…『すぺしゃる』
- りき伝説 ／3DSダウンロードソフト／2012年12月12日
- 熱血硬派くにおくんSP 乱闘協奏曲(公式サイト) ／3DS／2013年8月8日…『乱闘協奏曲』
- 熱血魔法物語(公式サイト) ／3DSダウンロードソフト／2014年4月30日…『魔法物語』
- ダウンタウン熱血行進曲 それゆけ大運動会〜オールスタースペシャル〜(公式サイト)／PS3／2015年3月5日…『行進曲AS』
- くにおくんの熱血ドッジボール ALLSTARS!!(公式サイト)／iOS／2015年3月5日 ※2015年12月14日(月)サービス終了
- くにおくんの熱血ストリート(公式サイト)／iOS・Android／2015年3月26日
- ダウンタウン熱血時代劇(公式サイト)／3DS／2015年5月28日…『熱血時代劇』
- ダウンタウン熱血物語SP(公式サイト)／3DS／2016年10月27日…『熱血物語SP』
- くにおくん熱血コンプリート ファミコン編／3DS／2016年12月8日
- ダウンタウン乱闘行進曲 かちぬきかくとうSP(公式サイト)／PS4ダウンロードソフト／2016年12月26日…『乱闘行進曲』
- くにおくん ザ・ワールド〜クラシックスコレクション〜／PS4、Switch、Xbox One、Steam／2018年12月20日
- 熱血硬派くにおくん外伝 River City Girls(公式サイト)／、PS4、Switch、Xbox One、Steam／2019年9月5日(PS5／2022年6月23日)…『RCG』
- ダウンタウン乱闘行進曲マッハ／PS4、Switch、Steam／2019年10月10日…『マッハ』
- 熱血硬派くにおくん外伝 イカすぜ！小林さん(公式サイト)／PS4、Switch、Xbox One、Steam／2019年11月7日
- ダウンタウンスペシャル くにおくんの三国志だよ 全員集合！(公式サイト)／Switch／2021年12月16日(PS4、Steam／2022年7月21日)
- 新・熱血硬派 くにおたちの挽歌 -with River City Girls Extra-／PS5、PS4、Xbox One、Xbox Series X/S、Steam／2022年9月22日
- 熱血硬派くにおくん外伝 リバーシティガールズ2(公式サイト)／PS5、PS4、Xbox One、Xbox Series X/S、Steam／2022年12月1日…『RCG2』
- ダウンタウンスペシャル くにおくんの三国志だよ満員御礼!!(公式サイト)／PS4、Switch、Steam／2024年11月7日

※携帯電話向けの配信はこの中に含まれていない。
- 日本未発売作品
  - くにおの熱血闘球伝説 - AMショーには出展されていた。…『闘球伝説』
- 総集編作品
  - 2005年8月25日から2006年2月16日にかけてアトラスより、『くにおくん熱血コレクション』が3作発売された。
  - 2016年12月8日にアークシステムワークスより、シリーズのFC用ソフト11作全てを収録した『くにおくん熱血コンプリート ファミコン編』が発売された。
  - 2018年12月20日にアークシステムワークスより、シリーズのFC用ソフト11作と海外版や「ダブルドラゴンシリーズ」を収録した『くにおくん ザ・ワールド〜クラシックスコレクション〜』が発売された。
- その他の派生展開
  - 1991年から1996年まで、穴久保幸作により、本シリーズを原作とした漫画『おれは男だ! くにおくん』が『月刊コロコロコミック』で連載された。
  - 『熱血物語』のディレクターを務めた関本弘之により執筆された続編的シナリオ本『熱血物語 げんさくぼん2』『熱血物語 げんさくぼん3』の他、各種設定本が、Miracle Kidsより刊行されている。
  - 『熱血硬派くにおくん』から『熱血!すとりーとバスケット』まで、FC用ソフト11作のBGMを収録した「熱血硬派くにおくん 音楽集」が、ジェネオンエンタテインメントより2008年11月20日に発売されている。
  - 『初代熱血硬派くにおくん』から『新・熱血硬派くにおたちの挽歌』まで、SFC用ソフト5作のBGMを収録した「熱血高校サウンド部 SFC編」が、クラリスディスクより2015年5月30日に発売されている。
  - 『熱血高校ドッジボール部 強敵!闘球戦士の巻』から『熱血!ビーチバレーだよ くにおくん』まで、GB用ソフト5作のBGMを収録した「熱血高校サウンド部 GB編」が、クラリスディスクより2015年11月1日に発売されている。
  - 平和からパチンコ機種として登場したほか、、タイヨーエレックからはパチスロ機種として登場した。
  - 実写版『熱血硬派くにおくん』がNOTTVにて、2013年9月10日から放送された。
  - 舞台『熱血硬派くにおくん 乱闘演舞編』がSOLID STARのプロデュースにより、2018年11月に上演された。
- 実現しなかった作品・展開
  - くにおくんカート - 1993年代、退職後に岸本良久がSFC用に考えていた。スーパーマリオカートの様な、くにおくんのゴーカートレースゲームのアイデアを岸本は考えていたが当時すでに岸本はテクノスジャパンを退職していた為、開発される事はなかった。当時の資料には藤堂が描かれており、ダウンタウンシリーズの一作となる予定だったと語られている[4]。
  - くにおくんポロ - 上記「くにおくんカート」と同じ1993年代、退職後に岸本良久がSFC用に考えていた。デザイナーによって描かれたスケッチではくにおくん達が犬やライオンやイノシシやサイなどの動物に乗って闘いながら競うポロのゲームとなっている[4]。
  - 熱血硬派くにおくん ～九龍の爪～ - PlayStation用作品としての企画草案であり、『くにおたちの挽歌』の続編となる予定だった。ゲームのコンセプトでは、リアルな6頭身の横スクロールアクションゲームとなっており、香港を舞台に『ダブルドラゴン』のビリーとジミーも登場する内容であった[4]。本作に登場する予定だったさぶの兄は後に『乱闘協奏曲』に登場している。また、くにお達が香港に向かう案も同作に活かされた。
  - ダウンタウン熱血物語2 - WiiウェアとPC用作品として発売予定だった『ダウンタウン熱血物語』の続編。制作はMiracle Kidsが担当していたが、「発売日程の延期を回避するため」に開発凍結された[5]。シナリオは『げんさくぼん』として書籍化されているほか、その設定の一部は『イカすぜ！小林さん』に盛り込まれている。
  - SOLID STAR Produce vol.18 熱血硬派くにおくん外伝 リバーシティガールズ[6] - 『乱闘演舞編』に続いてSOLID STARによって公演されるはずだった『River City Girls』の舞台版。2022年12月7日から公演予定だった。

### 時系列
テクノスジャパンからリリースされた作品群において、くにおの設定年齢やライバルとの関係性から、ストーリーにおいて下記の時系列が推定できる。
1. 『熱血硬派くにおくん』…くにおとりきが対峙。この後りきは三和会との関係を断つ。
2. 『ドッジボール部』…くにおが運動不足解消のためドッジボール部へ入部。それを聞きつけたりきもドッジボール部を立ち上げ、再び対峙[2][7]。
3. 『熱血物語』…くにおが3年生時の出来事であり、冷峰学園の生徒会長が鬼塚から山田に交代。くにおとりきが初めて共闘する。
4. 『行進曲』…冷峰学園の生徒会長が山田から藤堂に交代し、山田は明暗高校へ転校している。くにお率いる熱血高校が藤堂の野望を阻止。藤堂は生徒会長を降板する。
5. 『新記録』…運動会の後日譚であり、くにおとジョニーが友情を築く。山田は明暗高校生として登場。
6. 『すとりーとバスケ』…くにお達が渡米、ジョニーとバスケ大会に出場。
7. 『初代』…くにおが3年生時の出来事であり、りきと共闘。
8. 『べーすぼーる』…くにおが3年生時の出来事であり、甲子園への予選が始まる初夏～秋頃の間と推定される。山田が明暗高校を率いて熱血高校と対峙。（5.～8.の正確な順は不明）

## おもな登場人物
登場人物の解説において触れる頻度の高い作品については、上記 くにおくんシリーズ#くにおくんシリーズの作品の作品名末尾に付記した略称(…『○○』)で表記する。
くにお(声：堀川亮(くにおのおでん、くにおの熱血闘球伝説等)佐藤浩之(CDサッカー編)杉田智和(乱闘協奏曲)村上聡(イカすぜ！小林さん)古川慎(RCG2)、演：大野拓朗(ドラマ)溝口琢矢(舞台))
シリーズの主人公。全作品に登場する。姓については設定されていない。熱血高校2年、あるいは3年(作品によって異なる)。身長175cm。誕生日は11月27日。血液型はAB型。ドッジボール部に所属。好物は和食と焼肉、嫌いなものはピーマンで、学業も苦手としている。
「伝説の不良」と称されるほどの喧嘩の実力を誇りながらも、弱い者いじめや理不尽な暴力を嫌う熱血漢であり、その人柄をして「熱血硬派」の通り名を持つ「正義の不良」。困っている人を見捨てられない義理人情に厚い性格だが、可愛い女の子に弱いのが玉に瑕。スポーツにおいても非凡な才能を持ち、様々な競技でその道の猛者達に比肩するパフォーマンスを発揮する。
「熱血硬派シリーズ」や「ダウンタウンシリーズ」では熱血高校の番長として、他校の不良から海外マフィアに至るまで、様々な輩に狙われ襲われたり、陰謀や抗争に巻き込まれるが、それらを真っ向から叩き潰し、伝説を打ち立てている。「スポーツシリーズ」では、ドッジボール部のキャプテンとして世界中の猛者を相手に活躍する傍ら、様々な運動部に助っ人として参加し活躍する。ドッジボール部に入部したきっかけは、こうじからの勧誘とあわせて、『第1作』でりきやさぶを倒して喧嘩相手がいなくなった事による運動不足解消の為とされている。
熱血高校のNo.1のみが着用できるという白の学ランを着用している。実写ドラマ版では前釦を全て外して赤色のインナーが見えるスタイルであり、『行進曲AS』以降のゲーム作品でも反映され、他の生徒達と視覚的な差別化がなされている。
代表的な必殺技は「マッハキック」と「ナッツシュート」。『行進曲』等のステータスが決められている作品では、高水準の万能さと最高レベルのキック力を持つ傾向にある。『時代劇』では主人公の「くに政」として、『魔法物語』では「クーニー・ヴァルフォード」として登場する。『格闘伝説』では格闘家タイプで登場。『行進曲AS』のDLCや『乱闘行進曲』では、「熱血ドッジ部チーム」のキャプテン「闘球くにお」として別キャラクター扱いで参戦している。『RCG』では、本編を一度クリアすることでプレイアブルキャラクターとして使用でき、『RCG2』では主人公の一人となる。
りき(声：林延年(熱血物語)岩永哲哉(熱血行進曲)大倉正章(くにおの熱血闘球伝説)小林千晃(RCG2)、演：滝口幸広(ドラマ)寺山武志(舞台))
くにおのライバルにして親友。『第1作』に始まり、ほぼ全ての作品に登場。姓については設定されていない。花園高校3年(1年留年)で、同校の番長。身長180cm。誕生日は5月5日。血液型はO型。アメリカンフットボール部に所属。青い髪にリーゼントが特徴。好物はパフェ。キャラクターのモデル及び名前の由来は、岸本の不良時代に地元で最も恐れられていた人物。
喧嘩の実力や運動神経はくにおと双璧を成し、肩書きは『すぺしゃる』では「神速連打」、実写版、『乱闘協奏曲』以降の作品では「連拳伝説」。義理人情に厚いところはくにおと同様だが、楽天家で大雑把な一面もあり、同校内の不穏分子の企みすらもあまり気にしておらず、その人柄をして仲間や後輩から慕われている。サラシがトレードマークでもあり、実写ドラマ版では前釦を全て外してサラシが見えるスタイルで登場し、『熱血物語SP』以降のゲーム作品にも反映されている。
くにおと出会う前はとある巨大組織に所属し「マッハパンチのりき」の異名で恐れられる孤高の存在だった。『第1作』では第1ステージのボスとして登場し、くにおとは完全な敵対関係だったが、くにおに敗北したことで彼の中で何かが変わり始める。時系列上の後日譚である『熱血物語』にて、くにおと初めて手を組む姿が描かれ、以降は「マブダチ」にして良きライバルとしてのキャラクターが確立・定着した。「スポーツシリーズ」でも『ドッジボール部』をはじめ、様々な運動部に助っ人として登場し、くにお達と競い合っている。
『すぺしゃる』及びその前日譚『りき伝説』にて、それまでの設定がリファインされ、かつてはサッカー部のエースストライカーだったが、試合間近に部員たちが相手校に襲われたために単身で報復に殴り込み、それが原因で除名処分の末に留年を味わったことになった。腐っていた日々を送る中で花園の番長となり、わたるに唆されるままに全国制覇へ動き出した矢先、暴走族「武赦紋漸（むしゃもんぜん）」と衝突するも単身で壊滅させ一躍名を上げるが、くにおとの出会いと敗北によって目を覚まし、仲間を思いやる良き番長となるに至っている。
「熱血硬派シリーズ」と「ダウンタウンシリーズ」でそれぞれ違う彼女と付き合っているが、「最終的にどちらと結ばれるのか？」という質問に対して、岸本は明言を避け「りきはもてるので今後更に新たな恋人が現れる可能性がある」と語っている。
代表的な必殺技は「マッハパンチ」と「アッパーシュート」。『行進曲』等のステータスが決められている作品では、くにおより素早さは劣るものの体力で勝り、最高レベルのパンチ力を持つ傾向にある。『時代劇』ではくに政の助っ人「力五郎」として、『魔法物語』では「リッキー・ブレイグ」として登場する。『格闘伝説』ではマーシャルアーツタイプ(FC版)、カンフータイプ(アプリ版)で登場。『RCG』ではくにおと同じく、クリア後にプレイアブルキャラクターとして使用でき、『RCG2』では主人公の一人となる。
以下、初登場した作品別に登場人物を紹介する。

### 熱血硬派くにおくん
ひろし(演：畠山航輔(ドラマ)武子直輝(舞台))
くにおの友人であり、無二の親友。『第1作』AC版の設定では昭和44年9月3日生、17歳。血液型はO型。熱血高校2年、あるいは3年(どの作品においてもくにおとは同級生)。不良を夢見る熱血高校一番の優等生で、趣味はヤクザ映画鑑賞と手紙を書くこと。いじめられっ子だったひろしをくにおが助け、熱いハートを持ったくにおをひろしは心から尊敬し、次第に固い友情を築くに至る。くにおと仲が良いために他校の不良や悪漢に目を付けられやすく、トラブルメーカーとなってしまっている一面もある。『すぺしゃる』以降の肩書きは「弱虫秀才」。実写ドラマ版では眼鏡を掛けている。
『第1作』をはじめとして、大抵の登場作品では悪漢どもに絡まれてしまい、ストーリーが動き出すきっかけを担っている。作品によってプロフィールや性格・立場にブレが見られ、『挽歌』ではくにおを兄貴呼ばわりする舎弟的な存在、『RCG』ではオタク気質でどこか厭世的な性格で登場する。キャラクタードットも作品によって異なり、『第1作』では茶髪リーゼント、『ドッジボール部』では黒髪おかっぱ、『サッカー編』『ホッケー部』『格闘伝説(アプリ版)』では「ダウンタウンシリーズ」に登場する「そのかわ」のドットが流用されていたが、『すぺしゃる』以降の作品では茶髪センター分けの容姿が定着し、誰に対しても丁寧な言葉遣いを欠かさない気弱ながら生真面目なキャラクターとなっている。
「熱血硬派シリーズ」での登場がメインとなっていたキャラクターだが、『行進曲AS』や『熱血物語SP』でもストーリーに登場し、姿や七瀬、桃園といった「ダウンタウンシリーズ」のキャラクター達と共にくにおをサポートしている。
とおる
花園高校の雑魚キャラで、りきの取り巻きの一人。AC版では素手で戦う名無しキャラだった。『ドッジボール部(FC版)』にも花園チームの一員として登場する。
『行進曲』で初登場するりきの仲間でありライバル・前田亨とは別人である。
あきら
花園高校の雑魚キャラで、りきの取り巻きの一人。スキンヘッドが特徴であり、AC版では木刀を持った名無しキャラだった。『ドッジボール部(FC版)』にも花園チームの一員として登場する。
しんじ(声：江川央生(くにおの熱血闘球伝説)、演：黒石高大(ドラマ))
暴走族「横浜ファンキー」の総長。AC版の設定では昭和40年7月23日生、21歳。アフロにも見えるパンチパーマ(一部作品ではリーゼント)が特徴。『第1作』や『乱闘協奏曲』ではスカジャン姿、『挽歌』『闘球伝説』『格闘伝説(アプリ版)』では特攻服姿で登場する。『挽歌』以降の作品では族名が「ブルーエンペラー」に改められている。
『第1作』では第2ステージのボスとして登場。『挽歌』でも中ボスとして登場するが、キャラクタードットは雑魚敵のマイナーチェンジであり、ストーリー上の役割も三下のような扱いとなっている。『格闘伝説(アプリ版)』でも暴走族タイプの一人として登場するが、顔グラフィックは他のキャラクターから流用されている。『行進曲AS』、『マッハ』にはチームエディット専用キャラクターとして登場する。
『第1作』では後ろ回し蹴りを多用してくることから、後続作品ではキック技が主体のキャラクターデザインがなされている。
『すぺしゃる』ではキャラクター性がリニューアルされ、中学サッカー部におけるりきの先輩と設定された。高校は中退しており、普段は土建屋で働いている。りきのことを可愛がっており、『りき伝説』では「武者紋漸」との抗争でりきに窮地を救われ、伝説を打ち立てる瞬間を見届けている。りきがくにおに敗れたことを知ると激昂し、ブルーエンペラー総出でくにおに挑みかかるが、その実力を認めて一目置くようになり、くにおの窮地にはりきと共に助けに駆けつけている。続編である『乱闘協奏曲』でもくにおとりきに協力し、旧友であるぎんじしの目を覚ますために関東獅子連合との闘いに身を投じる。肩書きは『すぺしゃる』では「蒼の皇帝」、『乱闘協奏曲』では「最速皇帝」、『行進曲AS』では「改心総長」。
みすず(声：山本圭子(くにおの熱血闘球伝説)、演：濱田秀(ドラマ)デッカチャン(舞台))
女性ながら、くにおを優に越す巨体と怪力を誇るスケ番。太陽学園3年。プロフィールは一切不明。キャラクターのモデルは岸本の地元にいた「デカくてケンカの強い女子高生」と『嗚呼!!花の応援団』の登場人物であり、名前は後者から採られている。どの登場作品においても、他のキャラクターを遥かに超える巨体のキャラクタードットが用意されている。実写版ではドラマ、舞台共に男性役者が演じている。
『第1作』では第3ステージのボスとして登場する。『挽歌』では中ボス、『RCG』では不良生徒を戒める警備員を務めており、最初のボスとして登場。『闘球伝説』ではプレイヤーキャラクター、携帯サイト『熱血硬派くにおくんi』に存在した掲示板では管理人の一人として登場しており、決めセリフは「押忍!」。「ダウンタウンシリーズ」である『行進曲AS』のDLCや『乱闘行進曲』にも「チームミスズチーム」のキャプテンとして参戦する。
『第1作』では襟首掴みビンタが凶悪な威力を誇り、くにおのプロフィールに苦手なものとして記載されるほどのインパクトを誇ったが、『乱闘協奏曲』では専用必殺技「メガトンビンタ」として登場し、以降の作品では彼女の代名詞的な技となっている。
『すぺしゃる』及び『乱闘協奏曲』では、女の子扱いしてくれないことに不満を漏らすなど、繊細でオトメな一面も垣間見せている。『すぺしゃる』でくにおと拳を交わし、ケンカ仲間のような間柄となり、続編である『乱闘協奏曲』ではくにお達に協力し、関東獅子連合との闘いに身を投じている。肩書きは『すぺしゃる』では「怪力巨女」。実写版、『乱闘協奏曲』では「怪物乙女」。
くみこ
チェーンを使った技が得意なスケ番で、長い黒髪で片目が隠れている。初期の設定では太陽学園の生徒だが、資料によっては明光高校2年とされている。
「ダウンタウンシリーズ」である『行進曲AS』のDLCや『乱闘行進曲』にも「チームミスズチーム」の副キャプテンとして参戦する。冷峰四天王・木下と同じチェーンの使い手として必殺技「デビルチェーン」が設定されている。『乱闘行進曲』のストーリーでは、格闘大会の開催を聞きつけて血の気が昂ぶったみすずを宥めるのに苦慮している。
さぶ(声：岸野幸正(くにおの熱血闘球伝説)間宮康弘(RCG2)、演：ガンビーノ小林(ドラマ)原田康正(舞台))
暴力団「三和会」の若頭。素手の相手にも平然と拳銃を用いる卑劣漢。AC版の設定では昭和15年8月15日生、46歳。組長の座を狙う野心家で、周辺をたむろしている不良学生やチンピラ、暴走族を利用し、己の勢力を拡大しようとしている。『挽歌』以降の作品では、若頭から組長へと地位が上がって登場する。
『第1作』のラストボスとしてくにおの前に立ちはだかるも、組を壊滅させられてしまい深い憎悪と殺意を抱き、以降の「熱血硬派シリーズ」におけるくにおの宿敵として多くの作品でラストボスとして登場する。実写ドラマ版でも最大の敵として登場するほか、『RCG』では娘・さぶこが組を仕切っており、服役中の父に代わってラストボスとして登場する。
『第1作』では即死攻撃である拳銃が脅威。いくつかの作品ではプレイアブルキャラクターとして登場するが、『マッハ』では専用必殺技「怒りの弾丸」としてプレイヤーも拳銃を使うことができるようになった。
『すぺしゃる』ではストーリー面からキャラクター像が補完され、カジノ建設を推し進めようと暗躍しているが、建設に反対する政治家の息子であるひろしに危害を加えたことでくにおの怒りを買い、殴り込まれて組織の崩壊を招く。『乱闘協奏曲』では関東獅子連合を操り、チャイニーズマフィアの兄・りーと共にラストボスとして立ちはだかる。『すぺしゃる』における肩書きは「極悪組長」。『RCG』では服役中のため直接は登場しないが、各地に胸像があり、全て破壊すると特別なアイテムが手に入る。『RCG2』では娘のさぶこの失態を聞いて脱獄する。
実写ドラマ版では、当初さぶを名乗っていた男は影武者であり、本物（演：渡辺哲）は最終回で登場する。くにおとの直接対決で追い込まれると撤退し、エンドロール後に「今度はこっちのテリトリーで勝負だ」と語る。
「ダウンタウンシリーズ」である『行進曲AS』や『乱闘行進曲』にも「アウトローチーム」のキャプテンとして、兄・りーや手下達、大阪連合の2代目総長・よしひろと共に、くにおへの雪辱と復讐を期して参戦する。

### 熱血高校ドッジボール部
ひろし(声：真地勇志(CDサッカー編))
熱血高校のドッジボール部員。他のメンバー同様、様々なスポーツに対応できる才能を持つ。どのスポーツでも守備を得意とする。『第1作』から登場しているくにおの親友・ひろしと設定上の同一人物だが、作品毎にキャラクタードットが異なる。代表的な必殺技は「分裂シュート」と「スネークシュート」。
『格闘伝説(アプリ版)』では柔道家タイプとして登場。『行進曲AS』のDLCや『乱闘行進曲』では「熱血ドッジ部チーム」の副キャプテン「闘球ひろし」として参戦する。
こうじ(声：太田真一郎(CDサッカー編)、演：木村啓介(ドラマ)田中涼星(舞台))
熱血高校のドッジボール部員。他のメンバー同様、様々なスポーツに対応できる才能を持つ。どのスポーツでも守備の要となる能力を持つ。髪型がややワイルドで見かけこそ派手目だが、メンバーの中では最も内向的であり、縁の下の力持ち的な存在でもある。『サッカー編』以降は、『熱血物語』で登場した汎用敵キャラクターのドットが流用されている。代表的な必殺技は「稲妻シュート」と「スクリューシュート」。
「熱血硬派シリーズ」である『初代』でもくにおの仲間として登場し、作中ではセーブデータを記録をする役割を担っている。『すぺしゃる』及び『乱闘協奏曲』ではドッジボール部のキャプテンとして登場し、くにおを部に勧誘する様子が描かれている。『格闘伝説(アプリ版)』では忍者タイプとして登場。『行進曲AS』のDLCや『乱闘行進曲』では「熱血ドッジ部チーム」のメンバーとして参戦する。
いちろう
熱血高校のドッジボール部員。スキンヘッドと足が速いのが特徴。必殺シュートは通常は使いづらいが、テクニックを駆使することでかなりの強さを誇るポテンシャルを持つ、エキスパート向けのキャラクター。代表的な必殺技は「もず落としシュート」と「かっくんシュート」。
他のメンバーに比べて登場作が少なく、『超熱血高校くにおくん ドッジボール部』で20年ぶりに再登場したものの『乱闘協奏曲』のミニゲームの対戦相手として再登場するまでに再び長い期間を要することとなった。『行進曲AS』のDLCや『乱闘行進曲』では「熱血ドッジ部チーム」のメンバーとして参戦する。また、『ホッケー部』の集合写真にて、彼らしきスキンヘッドの生徒が登場している。
しんいち(声：真地勇志(CDサッカー編))
熱血高校のドッジボール部員。他のメンバー同様、様々なスポーツに対応できる才能を持つ。どのスポーツでも攻撃を得意としており、性格もかなり攻撃的である。『サッカー編』以降は、『熱血物語』で登場した汎用敵キャラクターのドットが流用されている(サングラスをかけた顔)。最近年上の彼女と別れたらしい。くにおと練習でよくキャッチボールをしており、そこにドッジボール以外のスポーツへの助太刀依頼が転がり込んでくる。代表的な必殺技は「圧縮シュート」と「おぶおぶシュート」。
『格闘伝説(アプリ版)』では柔道家タイプとして登場。『行進曲AS』のDLCや『乱闘行進曲』では「熱血ドッジ部チーム」のメンバーとして参戦する。
みつひろ(声：小林俊夫(CDサッカー編))
熱血高校のドッジボール部員。他のメンバー同様、様々なスポーツに対応できる才能を持つ。スポーツによって得意とする分野が変わる。『サッカー編』以降、他のドッジボール部員が『熱血物語』で登場した汎用敵キャラクターのドットが流用されている中、彼のみ新規に用意された(耳が大きい顔)。食べ物の味にはうるさいグルメな一面もあり、見かけによらず実は硬派。代表的な必殺技は「加速シュート」、『サッカー編』では「ちゃらんぽらんシュート」。
『格闘伝説(アプリ版)』ではカンフータイプとして登場。『行進曲AS』のDLCや『乱闘行進曲』では「熱血ドッジ部チーム」のメンバーとして参戦する。
なりたか
花園高校のメンバー。登場キャラクターで唯一である特殊な設定が複数なされており、ダッシュ7歩目と1歩目でそれぞれ異なる必殺シュートが出せる点、ダッシュジャンプ必殺シュートが普通ジャンプで出せる点、さらに外野でも必殺シュートを打つことが可能、といった特筆すべき強みを持つ。
『RCG』ではりきに憧れる少年として登場する。
じえむす（じぇーむす）
イギリスチームのキャプテン。FC版ではへいるまんの色違い（ピンク色と紺色のユニフォームにややピンクがかった白い肌）だったが、SFC版以降は金髪オールバックの白人になった。必殺シュートは「稲妻シュート」。
『行進曲AS』ではチームエディット専用キャラクターとして使用できる。『行進曲AS』での肩書は「Englishman」。
らはまあん
インドチームのキャプテン。FC版ではもるどふの色違い（茶色の肌に薄紫色のユニフォーム）だったが、SFC版以降はやや老け顔っぽい顔つきになった。必殺シュートは「おぶおぶシュート」。
『行進曲AS』ではチームエディット専用キャラクターとして使用できる。日本のカラッとした気候が肌に合っており、気に入っている。好物はカレー。『行進曲AS』での肩書は「Indian boy」。
へいるまん(演：菅田俊(ドラマ))
アイスランドチームのキャプテン。登場キャラクター中、最大の体力を持つ。必殺シュートは「ワープシュート」。
『時代劇』では、甚六一家に雇われた外国人として登場する。「これで、オッケーね。」が決めセリフで、進め方次第ではくに政の味方となる。『乱闘協奏曲』ではミニゲームの対戦相手として登場する。携帯サイト『熱血硬派くにおくんi』に存在した掲示板では管理人の一人として登場していた。
『行進曲AS』や『乱闘行進曲』では「わーるど選抜チーム」のメンバーとして参戦する。日本の気候や食文化が合わず、早く母国に帰りたいと思っており、チームメイトにも心を閉ざしている。『行進曲AS』での肩書は「BIG BOSS」。
らおちぇん
中国チームのキャプテン。必殺シュートは「かっくんシュート」。
『時代劇』では、へいるまんの知人として登場し、とある場所で「謎の店」を営んでいる。
『行進曲AS』や『乱闘行進曲』では「わーるど選抜チーム」のメンバーとして参戦する。バブルの影響により、親の会社の経営が波に乗ったおかげで現在は豊かな生活を送っている。『行進曲AS』での肩書は「中華商魂」。
もるどふ
ロシア(FC版発売当時はソ連)チームのキャプテン。スキンヘッドと口髭が特徴。ロシアチームは彼のワンマンチームと呼ばれる抜きんでた能力を持ち、登場キャラクター中、最高のボールパワーを持つ。必殺シュートは「圧縮シュート」。
『すぺしゃる』ではアイテムを換金してくれる謎のロシア人として、『乱闘協奏曲』ではミニゲームの対戦相手として登場する。『行進曲AS』、『マッハ』ではチームエディット専用キャラクターとして使用できる。『行進曲AS』での肩書は「Russian boy」。
んじょも
アフリカ（続編ではケニア）チームのキャプテン。FC版ではらおちぇんの色違い（赤茶色の肌に黄色いユニフォーム）だったが、SFC版以降はパンチパーマ風の髪型に大きな目をした顔になった。必殺シュートは「ぶうめらんシュート」。
『乱闘協奏曲』ではミニゲームの対戦相手として登場する。『行進曲AS』ではチームエディット専用キャラクターとして使用できる。日本に来るのは初めてのため、興奮しすぎて知恵熱を出した。好物はウガリ。『行進曲AS』での肩書は「African boy」。
うぃりあむ
アメリカチームのキャプテン。体力はアイスランドのへいるまんの次に高い。FC版ではへいるまんの色違い(クリーム色の肌に黄緑のユニフォーム)だったが、公式イラストやSFC版以降のドットグラフィックではやや強面な人相の黒人となっている。必殺シュートは「加速シュート」。
『マッハ』では「オールアメリカチーム」のキャプテンとして参戦し、アメリカ各界の猛者達を取りまとめている。
穴久保幸作著の漫画『おれは男だ!くにおくん』では美男子として登場している。

### ダウンタウン熱血物語
出典：
はせべ(声：原亜弥(熱血物語等)杉本沙織(くにおのおでん))
フルネームは長谷部　和美(はせべ かずみ)。冷峰学園3年。誕生日は3月1日。血液型はO型。同校の生徒会副会長。「ダウンタウンシリーズ」におけるヒロインの立ち位置にあるキャラクター。可愛らしくもさばさばした性格で頼り甲斐があり、生徒からの人気は高い。好物はソフトクリームと和菓子。実は全国的に名の知られた伝説的なスケ番で、その関係の女友達も多く、芦野久仁子の姉とはライバル関係だった。くにおとは同じ中学校の出身で、当時からくにおに好意を抱いており、何かと彼をサポートするが、付き合うまでには至らない微妙な関係が続いている。山田のことはくにおと3人でつるんでいた頃は友達と思っていたが現在は嫌っており、藤堂のことは大嫌い。『時代劇』ではヒロイン「お琴」として登場。『おでん』では早食い・大食いの強者として登場する。
『熱血物語』では山田が主導する全国統一の動きに反発しており、妨害工作に暗躍するとともに、くにお達には真美の監禁場所とダブルドラゴン兄弟の情報を教えてくれる。以降の登場作品では司会(『行進曲』)や実況(『べーすぼーる』)を務めるに留まっていたが、『熱血物語』、『行進曲』のリメイク作品ではストーリーにも大きく関わるようになり、不良生徒達が次々と騒動を巻き起こすために気苦労の絶えない副会長としての一面が描かれている。『行進曲AS』では「最恐乙女」の肩書とともに実力を披露しはじめ、同作のDLCや続編にあたる『乱闘行進曲』では、「応援ガールチーム」のキャプテンとして参戦を果たす。『行進曲AS』のエンディングでは黒幕達に鉄拳制裁を加え、目撃していた鬼塚を震え上がらせ、その際に繰り出した技は『乱闘行進曲』で専用必殺技「鉄山靠」として登場し、彼女の代名詞的な技となっている。『熱血物語SP』では、冷峰に立ち向かうくにおの身を案じながらもサポートに献身的に尽力するほか、「FoDD」モードでは特定条件を満たした場合のみ戦うことができる隠しボス「師範・ロキシー」として登場し、必殺技はいずれも凶悪な性能を誇っている。
「熱血硬派シリーズ」の『RCG』では、従来と大きく異なるキャラクター性を与えられ、主人公コンビに終始嫌味な態度を取るライバルポジションで登場。互いのシリーズにおける立ち位置やメタフィクションをも含んだ口論を交わし、特定条件を満たすと真のラストボスとして立ちはだかる。『RCG2』でもくにお達のことは諦めておらず、みさこ達の「永遠のライバル」となっている。しかしみさこ達に負けた際の怪我が治っておらず、エンディングのみの登場となる。
まみ(声：半谷きみえ(熱血行進曲)：篠部みゆき(熱血物語))
フルネームは島田　真美(しまだ まみ)。花園高校2年。誕生日は10月15日。血液型はA型。趣味はぬいぐるみ集めと裁縫。好物はプリンで、ニンジンが嫌い。「ダウンタウンシリーズ」におけるりきの恋人であり、彼のパワーの源であるとともに、唯一頭が上がらない存在でもある。無邪気で可愛い性格をしており、恋人になる前から見た目で恐れられていたりきに対して普通に接していたことから、その優しさを見初められて交際に至る。くにお、長谷部と同じ中学校の出身であり、後輩にあたる。『行進曲AS』での肩書は「連拳彼女」。
『熱血物語』では「可愛い彼女がいるのが気に入らない」というりきに対する山田の僻みに端を発して、『熱血物語SP』ではりきを攻略するための人質として付け狙われ、いずれもダブルドラゴン兄弟の手によりさらわれてしまう。『行進曲』では「花園高校チーム」の応援ガール、『新記録』、『べーすぼーる』ではマネージャーを務めている。『時代劇』ではお店の看板娘「お美津」として、『魔法物語』ではヒロインの「マーミ姫」として登場する。
『行進曲DX』では「女の子チーム」のメンバーとして、『行進曲AS』のDLCや『乱闘行進曲』では「応援ガールチーム」のメンバーとして参戦する。花園高校チームの男子たちの技を駆使し、『マッハ』では専用必殺技「爆弾キック」が追加された。
「熱血硬派シリーズ」の『RCG』では、長谷部と同様に従来と大きく異なるキャラクター性を与えられて登場。シリーズにおける立ち位置から、自分こそがりきの彼女だと主張し、特にきょうこに挑発的な態度を取る。特定条件を満たすと長谷部と共に真のラストボスとして立ちはだかる。『RCG2』では長谷部同様、負傷によりエンディングまで出番が無い。
やまだ(声：高木渉(熱血物語等))
フルネームは山田　大樹(やまだ たいき)。冷峰学園3年(後に明暗高校に転校)。身長176cm。誕生日は4月1日。血液型はB型。同校の生徒会長であり、ラストボス。くにおに比肩する喧嘩の実力を備えた文武両道の優等生で周囲からも親しまれている存在だが、その本性はとても腹黒くセコい上に、陰湿で狡猾であり、勝つためなら卑怯な手段も平気で使う卑劣漢。くにお、長谷部とは同じ中学校の出身で、当時はくにおとは親友であり、長谷部には好意を抱いていたが、長谷部がくにおに想いを寄せていると知ったことが原因でプライドが傷つけられ性格が歪み、くにおに憎悪の感情を向けるようになる。そして何者かと接触して「悪のパワー」と称する怪しい技を身につけ、全国高校統一の野望を実現させ、くにおを越えることを誓い行動に移る。姑息な手段でダブルドラゴン兄弟を配下とし、風評を操作することで鬼塚を辞任へと仕向けて生徒会長の座に就き、催眠術を駆使して生徒を支配するとともに、近隣の高校を支配下に置く。この事態を察知したくにおによって野望を挫かれ、明暗高校へと転校するが、くにおへの復讐を諦めておらず、『行進曲』や『新記録』では藤堂と結託して暗躍を繰り返し、『べーすぼーる』では自校を率いて対峙する。『行進曲AS』での肩書は「悪の大ボス」。
代表的な必殺技は「山田の術」。『時代劇』ではくに政の仲間になりたいと志願してくる怪しい男・「重吉」として登場し、展開によっては浅次郎と共にラストボスとなり、『熱血時代劇』でもラストボスを務める。『魔法物語』では「イゴス・ルクラミーノ・ヤ・マーダ」として登場。『格闘伝説(アプリ版)』では格闘家タイプとして登場。『行進曲AS』ではチームエディット専用キャラクターとして使用できる。
『熱血物語SP』ではストーリーの再構築に伴い、正に悪役然とした立ち回りをはじめ、それまで明確に語られることがなかった「悪のパワー」との出会いや、くにおを憎悪するに至った経緯と心情、そして歪んでいく過程に至るまでが克明に描写され、「ダウンタウンシリーズ」におけるくにおの宿敵にして、正真正銘「悪の大ボス」たる人物像となっている。隠しモード「冷血硬派やまだくん」では、同作のストーリーにおいて山田が冷峰学園を掌握するまでの経緯を追体験することができる。
「熱血硬派シリーズ」の『RCG』では中ボスとして登場し、黒魔術のような攻撃を繰り出す。同作の設定では10歳の時にくにおと親友になっているが、長谷部を交えたくにおへの僻みによって歪んでしまっているのは他作品と同様となっている。
ダブルドラゴン兄弟
りゅういち(声：田中一成(熱血物語)高木渉(熱血行進曲)河西健吾(RCG2)、演：加藤諒(ドラマ)二葉勇(舞台))
りゅうじ　(声：江川央生(熱血物語)神奈延年(熱血行進曲)福島潤(RCG2)、演：小柳心(ドラマ)二葉要(舞台))
兄の服部　竜一(はっとり　りゅういち)、弟の服部　竜二(はっとり　りゅうじ)からなる双子の兄弟。両者共に身長は176cm、誕生日は1月1日、血液型はA型。冷峰学園3年だが、以前は父親の服部　龍巌(はっとり　りゅうがん)が理事長を務める服部学園で忍者の教育を受けていた。竜一は犬を、竜二は猫を苦手としている。謎の拳法を操る格闘の達人であると同時に、竜一は「水龍神」、竜二は「焔龍神」の守護を受けた忍術を会得しているが、一般人に対しては忍術の使用を自らに禁じている。姑息な手と自分達の落ち度から山田に敗北するが、忍者としての価値観から「主に仕える」ことを重要視するために従属を受入れ、冷峰学園に転校すると四天王を蹴散らしてトップに立ち、近隣の高校を怒涛の勢いで支配下に置いていく。山田が冷峰学園を去ってからは、打倒・くにおを目標に掲げ、後任として生徒会長となった藤堂に従い、『行進曲』や『新記録』では「冷峰学園チーム」のキャプテン(竜一)＆副キャプテン(竜二)としてくにお達と競い合う。『行進曲AS』では卑怯な立ち回りを繰り返す藤堂に反発しており、最後には藤堂を見限りトップの座を自ら降りている。『行進曲AS』での肩書は、竜一が「双截龍兄」、竜二が「双截龍弟」。
『熱血物語SP』では服部学園時代の2人が山田と対峙する場面も描かれ、同作の展開では真っ向から敗北したことで服従を誓い、表向きのトップとして冷峰を主導する。
代表的な必殺技は「龍尾嵐風脚」(両者共)と「爆魔龍神脚」(竜一)、「天殺龍神拳」(竜二)で、技名は竜二が考案している。『時代劇』では双子の侠客「辰一」(竜一)＆「辰二」(竜二)として、『魔法物語』では「リューイ・ハードリー」(竜一)＆「リュージ・ハードリー」(竜二)として登場する。『格闘伝説(アプリ版)』では両者とも暴走族タイプとして登場。
「熱血硬派シリーズ」でも、『すぺしゃる』ではミニゲーム内の主人公キャラクターとして、『乱闘協奏曲』ではサブイベントでゲスト的に登場している。『RCG2』では関西弁で話す双子の忍者として登場する。
ゲーム内のキャラクタードットは、「ダブルドラゴンシリーズ」の主人公兄弟・ジミー＆ビリーを流用したものであり、公式イラストのデザインとは全く異なっているが、『べーすぼーる』や『おでん』、『超熱血！大運動会』等では公式イラストに準じたデザインで登場している(竜一は茶髪、竜二は金髪)。このキャラクタードットや、登場時に流れる専用BGMも「ダブルドラゴン」のアレンジであること等の関連性が近年ではキャラクター設定に落とし込まれ、『熱血物語SP』では竜一がジミー、竜二がビリーの転生した姿であることが暗示されている。
ごうだ(声：江川央生(熱血物語)増田有宏(熱血行進曲)、演：秋沢健太朗(舞台))
フルネームは豪田　剛(ごうだ　つよし)。宝陵高校3年。身長180cm。誕生日は5月3日。血液型はA型。趣味は折り紙。曲がったことが嫌いな正義漢で、剛直ながらも優しい性格ゆえに周囲からの人望も厚く、困っている人を見るとすぐに助けに入るために、日々ファンを増やしてしまっている。妹・砂織を溺愛する優しい兄の一面もあり、幼い頃から病弱なためにいじめられていた妹を庇っているうちに心身ともに強く逞しくなった。その妹想いな一面に付け込んだ山田の策略に嵌り、冷峰学園の手先としてくにおとりきの前に立ちはだかるが、のちに和解し、友情を築く。『熱血物語ex』では、イベントの進め方によっては、砂織の無事が確認されたことで仲間に加わる展開や、ケジメとしてダブルドラゴン兄弟に単身で挑みかかる展開もある。『熱血物語SP』では、砂織を大切に思うがゆえに苦悩する心情がより細かく描かれ、展開によってはくにおと拳を交わしたことで自らも立ち上がることを決意し、冷峰学園に殴り込んだくにおの助太刀に駆け付け、暴れまわっている。『行進曲』や『新記録』、『乱闘行進曲』では「各校連合チーム」のキャプテンとして、『べーすぼーる』では自校のメンバーとして参加し、くにお達と競い合う。『行進曲AS』での肩書は「一日一善」。
代表的な必殺技は「頭突きスペシャル」と「ヘッドボム」。『時代劇』ではかつて行き倒れ寸前の流れ者だったくに政を助けた器が大きく懐の広い大親分「文蔵」として、『魔法物語』では「ゴーダー・グリーン」として登場する。『格闘伝説(アプリ版)』では格闘家タイプとして登場。『べーすぼーる』では捕手を務めるが、投手として起用した場合はその性格故か一切変化球を持たず、直球一本で勝負する能力となっている。「熱血硬派シリーズ」でも『乱闘協奏曲』のサブイベントで五代と共にゲスト的に登場している。
ごだい(声：堀川りょう(くにおのおでん)、風間信彦(熱血物語等)、演：加藤圭貴(舞台))
フルネームは五代　奨(ごだい　すすむ)。谷花高校3年。身長180cm。誕生日は6月4日。血液型はB型。角刈りと三白眼が特徴的な、木刀をこよなく愛する武器戦闘の達人で、「棒術使い」の異名を持つ。せんべいが大好物。数学が苦手なほか、『すとりーとバスケ』ではりきのせいで飛行機嫌いになりかけている。
普段は非常にマイペースでお気楽、自由気ままで掴みどころの無い性格だが、喧嘩には嬉々として飛び込む好戦家な上に、キレると手がつけられないほど暴れまわるために周囲からは非常に恐れられている。番長ではあるものの、基本的には誰ともつるまない一匹狼気質だが、唯一豪田のことを気に入っており、自ら「さいきょーコンビ」と称して何かと一緒に行動している。ダブルドラゴン兄弟に闇討ちにあい支配され、冷峰学園の手先としてくにお、りきの前に立ちはだかる。『熱血物語ex』や『熱血物語SP』では、豪田の動向次第ではあっさり冷峰学園を裏切ることもあり、戦いを放棄したり、豪田と共にくにお達に加勢する展開もある。『行進曲』や『新記録』、『乱闘行進曲』では「各校連合チーム」の副キャプテンとして豪田と共に参加し、くにお達と競い合う。『行進曲AS』での肩書は「木刀魔人」。
代表的な必殺技は「棒術スペシャル」と「五代スペシャル」。『時代劇』では虎蔵の悪行に反発する義侠の一匹狼「弥五郎」として、『魔法物語』では「ゴー・ダイ」として登場する。『格闘伝説(アプリ版)』では柔道家タイプとして、その他にも『ホッケー部』や『べーすぼーる』では自校を率いてライバルとして、また『すとりーとバスケ』ではチームメイトとして、シリーズを通した登場作品の数はくにお、りきに次ぐ多さを誇る。「熱血硬派シリーズ」でも『乱闘協奏曲』のサブイベントで豪田と共にゲスト的に登場しているほか、『RCG』では従来とはほぼ別人のように人物像が改変されて登場し、各地のゴミ箱から現れてはサブクエストを斡旋する。
おにづか(声：太田真一郎(熱血物語)、演：大原研二(ドラマ))
フルネームは鬼塚　崇(おにづか たかし)。冷峰学園3年。身長192cm。誕生日は8月11日。血液型はAB型。山田の前任の生徒会長。怪物じみた顔をしているが、真面目で正義感・道徳心・規律心・リーダーシップが強く人望も厚い。冷峰四天王を統率する立場にあるが、実力にはそれほど差はない。融通が利かない一面を山田に付けこまれ、山田の策略に嵌り自ら会長を辞任し、催眠術をかけられ操られてしまう。山田による騒動が終息した後も、本人に再び生徒会長の役に戻る意思はなく、山田や藤堂とも仲はそれほど悪くない。『べーすぼーる』では自校のメンバーとして、『行進曲AS』や『乱闘行進曲』では「冷峰元生徒会チーム」のキャプテンとして参戦する。『行進曲AS』での肩書は「般若菩薩」。
代表的な必殺技は「人間ドリル」と「大車輪投げ」。『時代劇』では日の本三大親分の一人「甚六」として登場し、へいるまんからは「びーっぐぼす」と呼ばれている。『格闘伝説(アプリ版)』では悪人ではないものの暴走族タイプとして登場。
実写ドラマ版では冷峰学園がドッジボールの強豪校という設定となった為、へいるまんと手を組んでくにおに勝負を挑む。みさこを人質に取ったり試合でも卑怯な手を使わせてくにお達を苦しめたが、最終的に敗北。悪足掻きに乱闘を起こすも、四天王共々倒された。
『熱血物語SP』では従前のキャラクター設定がより色濃くアレンジされ、山田から「悪のパワー」による洗脳を他の面々よりも強固にかけられて操られており、彼の人間性は絶大な支持を得ていたがゆえに、自ら生徒会長を辞した際には周囲は驚きの声が上がり、長谷部や小林は学園に起こっている異変を感じとっている。
こばやし(声：岩永哲哉(熱血行進曲)中尾みち雄(熱血物語)木島隆一(イカすぜ！小林さん)、演：丸山真幸(ドラマ)橋本全一(舞台))
フルネームは小林　政男(こばやし まさお)。冷峰学園3年。身長178cm。誕生日は9月9日。血液型はA型。冷峰四天王のヘッドを務め、学園を牛耳ることもできる実力の持ち主だが、何故か一歩引いている。口調こそ少々キザであるものの、頭脳明晰かつ冷静沈着な性格で、周囲からは他の四天王すらも畏敬を込め「さん」付けで呼ばれている。「小林産業」の社長子息として上流階級の家庭で育つが、中学時代に倒産の憂き目に遭い現在は貧困で身であるものの、その苦境が現在の実力を育んだ側面もある。口に出すことはあまりないが鬼塚を信頼している。『熱血物語ex』では、謎の「黒い力」の存在に出会い恐れを抱き、それに対抗するために密かに行動している、という設定が付与されている。そのため山田の野望とその行動にはあまり関心がなく、山田が用いる「悪のパワー」の調査や、共に戦う仲間のスカウト、そして自らの鍛錬に専ら注力している。『行進曲』、『新記録』、『べーすぼーる』では自校のメンバーとして、『行進曲AS』や『乱闘行進曲』では「冷峰学園チーム」のメンバー、あるいは「冷峰四天王チーム」のキャプテンとして参戦する。『乱闘行進曲』では、将来的に危険な力を生み出しかねない松戸を止めるために行動を起こしている。『行進曲AS』での肩書は「四天王頭」。
代表的な必殺技は「マッハチョップ」と「ハイパーガード」。『熱血物語ex』では特定条件を満たすと仲間として同行させることも可能となっている。『時代劇』では甚六一家のNo.2「平七」として、『格闘伝説(アプリ版)』では悪人ではないものの暴走族タイプとして登場。
『熱血物語SP』では従前のキャラクター設定がより色濃くアレンジされ、山田やダブルドラゴン兄弟にも引けを取らない強敵として存在感を発揮している。高校生離れした頭脳と先見性を以て、山田に支配された冷峰の現況を冷静に俯瞰・分析しており、様々な思惑を抱きながらくにおの前に立ちはだかり、その実力を認めて超えるべきライバルとして闘志を燃やす姿が描かれている。
『イカすぜ！小林さん』では主人公として登場し、くにおを仲間に引き入れ、謎の「黒い力」をもたらす未来人との戦いに身を投じている。
もちづき(声：高木渉(熱血物語)神奈延年(熱血行進曲))、演：尾谷大三朗(ドラマ)川﨑優作(舞台))
フルネームは望月　駿(もちづき しゅん)。冷峰学園3年。身長173cm。誕生日は10月10日。血液型はB型。趣味は絵を描くこと。冷峰四天王の一人。「“かっとびのもつ”」の異名を持つほどの俊足を誇り、喧嘩でも足の速さを活かしたスピードを武器とする。自意識過剰な一面もあるが、冷峰四天王の中では明朗快活で潔い性格。沼岡工業高校を配下に置いているが、支配ではなく親友として接しているため、山田による騒動が終わった後も同校から慕われている。『行進曲』、『新記録』、『べーすぼーる』では自校のメンバーとして、『行進曲AS』や『乱闘行進曲』では「冷峰学園チーム」、あるいは「冷峰四天王チーム」のメンバーとして参加している。『行進曲AS』での肩書は「韋駄天走」。
代表的な必殺技は「ニトロアタック」。『熱血物語ex』では特定条件を満たすと仲間として同行させることも可能となっている。『行進曲』ではクロスカントリー、『新記録』では400mハードルで持ち前の俊足が猛威を奮う。『時代劇』では甚六一家の「“韋駄天の”金助」として登場する。
『熱血物語SP』では従前のキャラクター設定がアレンジされ、その性格ゆえに配下から慕われる一方、相手との実力差と勝ち負けがハッキリする喧嘩を何よりも好む脳筋気質の人物として描かれている。
たいら(声：岩永哲哉(熱血物語))、演：三輪江一(ドラマ)坂垣怜次(舞台))
フルネームは平　清文(たいら きよふみ)。冷峰学園3年。身長175cm。誕生日は7月27日。血液型はO型。冷峰四天王の一人。弱いわけではないが、どちらかというと頭脳派で、ハッタリを使って精神的に優位に立つ戦法を得意とする。優秀な弟と比較されて育ったために、他人を信用しない一面がある。彼の先祖は平家の一族と言われているが、家系図を紛失したため真偽の程は不明。花園高校の名を騙り、配下に千里台高校を襲撃させる罠を仕掛けた張本人でもある。『べーすぼーる』では自校のメンバーとして、『行進曲AS』や『乱闘行進曲』では「冷峰四天王チーム」のメンバーとして参戦する。『行進曲AS』での肩書は「諸行無常」。
代表的な必殺技は「マッハふみふみ」と「ばく転バスター」だが、武器を使って相手を叩きのめす戦法を好む。『熱血物語ex』では特定条件を満たすと仲間として同行させることも可能となっている。『時代劇』では甚六一家の「為吉」として登場する。
『熱血物語SP』では従前のキャラクター設定がアレンジされ、勝つことにこだわるあまりに捻くれてしまっており、卑劣な策略をも平気で用いるヒールとして立ち回るが、元々はそのような性格ではなく、また他校であればトップに立てる高い実力の持ち主として描かれている。
きのした(声：風間信彦(熱血物語))、演：伊藤慶徳(ドラマ)、才川コージ(舞台))
フルネームは木下　忠(きのした　ただし)。冷峰学園3年。身長178cm。誕生日は3月24日。血液型はB型。冷峰四天王の一人。実力は普通だが、顔つきが恐ろしく、女の子にその顔をバカにされて以来、逆らう者は誰でも容赦しない、凶暴で残忍な性格になったことで他校の不良からも一目置かれるようになった。白鷹工業高校を配下に置いており、西村の天敵ともいえる存在。『べーすぼーる』では自校のメンバーとして、『行進曲AS』、『乱闘行進曲』では「冷峰四天王チーム」の副キャプテンとして参戦する。『行進曲AS』での肩書は「短気凶暴」。
代表的な必殺技は「デビルチェーン」。『熱血物語ex』では特定条件を満たすと仲間として同行させることも可能となっている。『熱血時代劇』では忠吉郎の息子「忠右衛門」として登場。
『熱血物語SP』では従前のキャラクター設定がアレンジされ、坂宿商業高校の永塚とは中学時代からの同級生である事や、喧嘩では何度も立ち上がってくる異常なしぶとさを見せ、周囲からはゾンビと恐れられている。また、元々の短気な性格からくる視野の狭さと感情のコントロールが下手な事が容赦のない残忍さの原因となってしまっているが、普段は寡黙かつ意外なほどに純朴な一面を持つ人物として描かれている。
にしむら(声：郷里大輔(くにおのおでん)、田中一成(熱血物語)、神奈延年(熱血行進曲)、演：板倉武志(舞台))
フルネームは西村　成孝(にしむら　なりたか)。白鷹工業高校3年。身長175cm。誕生日は9月8日。血液型はO型。肥満体、メガネ、七三分けの不良らしからぬ風貌と、どこか憎めないふてぶてしさの持ち主。体型を生かしたパワーは凄まじいが、動きが非常に遅く、何よりも肉体・精神ともに打たれ弱い。独特のボギャブラリーの持ち主であり、奇妙な口癖を口走る(「どっくーんときたよー」や「ぴゅぴゅぴゅのぴゅー」等)。キャラクターのモデルは同名のテクノスジャパンの元プログラマー。同校のトップに君臨し、坂宿商業高校を配下に置いているものの、内外問わずあまり慕われておらず、校内には反乱分子である「反西村連合」も存在している。冷峰四天王・木下に敗北し、軍門に下っている。『行進曲』や『新記録』、『乱闘行進曲』では「各校連合チーム」のメンバーとして、『べーすぼーる』では自校のキャプテンとして参戦する。『行進曲AS』での肩書は「奇言百貫」。
代表的な必殺技は「溜めパンチ」と「張り手スペシャル」。『時代劇』では「権作」として、『格闘伝説(アプリ版)』ではカンフータイプとして登場。
『熱血物語SP』では、態度のふてぶてしさや狡猾さがコミカルに強調されている。イベントの進め方によっては立ち位置が二転三転し、くにおと木下の共倒れを狙って奇襲をかけてくる展開もあれば、打倒・木下のためにくにおに共闘を持ちかけてくる展開もある。
さわぐち(声：中尾みち雄(熱血物語)、岩永哲哉(熱血行進曲)、演：鈴木祐大(舞台))
フルネームは沢口　靖夫(さわぐち　やすお)。白鷹工業高校2年。身長174cm。誕生日は4月17日。血液型はO型。白鷹のNo.2を自称するが、傍からは西村のパシリにしか見えない上に、実力も極めて低く、あるのは根性だけ。西村を信頼して付き従っているため、彼を蹴落としてまでボスになろうとは考えていない。『行進曲』や『乱闘行進曲』では「各校連合チーム」のメンバーとして、『べーすぼーる』では自校のメンバーとして参戦する。『行進曲AS』での肩書は「絶対服従」。
代表的な必殺技は「自分手裏剣」。『時代劇』ではしつこく出現し挑みかかってくる「銀八」として登場し、『格闘伝説(アプリ版)』にも忍者タイプで登場する。
『熱血物語SP』では、西村を純粋に慕っている人物像となり、西村とまるで漫才のような掛け合いを繰り広げる。イベントの進め方により、西村の動きに合わせて立ち位置が二転三転する。
そのかわ(声：堀川りょう(くにおのおでん))
フルネームは園川　薫(そのかわ　かおる)。千里台高校2年。身長171cm。誕生日は2月14日。血液型はA型。正義感が強く、熱くなり過ぎると周りが見えなくなる性格。趣味は詩を書くこと。キャラクターのモデルはテクノスジャパンの元社員。
冷峰学園の仕掛けた罠により花園高校を打倒しようと「千里台ボンバーズ」を結成し、冷峰学園へ向かっていたくにおに襲い掛かるも返り討ちにされたことで目を覚まし、それ以来くにおの熱心な追っかけへと変貌する。『熱血物語ex』では特定条件を満たすと仲間として同行させることも可能となったほか、『熱血物語SP』では冷峰四天王・平の策略にまんまと嵌り、「千里台ボンバーズ」のリーダーとして仲間と共に花園高校と対峙する展開が描かれている。『行進曲AS』ではくにおに特訓の成果を見てもらうべく「千里台高校チーム」のキャプテンとして、千里台ボンバーズの仲間とともに参戦する。『行進曲AS』での肩書は「復讐眼鏡」。
代表的な必殺技は「ビッグバング」。『熱血物語』では雑魚キャラの一人にすぎなかったが、『時代劇』でくに政の弟分「つる松」を演じて以降、独自のキャラクター性を確立させており、『べーすぼーる』でもイベントシーンで僅かに登場するほか、『おでん』では当初は「？？？？」と伏せられたラストボスとして登場する。
かみじょう(声：太田真一郎(熱血物語))
やまもと(声：岩永哲哉(熱血物語))
フルネームはそれぞれ上条　恒男(かみじょう つねお)、山本　憲之(やまもと のりゆき)。ともに影村学園3年。身長はそれぞれ173cm(上条)と170cm(山本)。誕生日はそれぞれ5月25日(上条)と6月21日(山本)。血液型はそれぞれO型(上条)とA型(山本)。両者ともに姑息な性格で、お互いに友達がおらずいつも2人でつるんでいる。冷峰学園に認められようとくにおとりきを狙うが、実力は低く、作中での存在感も薄い上に、続編にあたるシリーズでも出番が少ない。それでも何度か戦いを挑んだことで少しだけ名が広まったことに気を良くしており、有名人を倒して名を上げるべく『行進曲AS』や『乱闘行進曲』では「影村学園チーム」のキャプテン(上条)＆副キャプテン(山本)として参戦する。『行進曲AS』での肩書は、上条が「名声法主」、山本が「名声欲望」。
代表的な必殺技は共に「ブーメラン投げ」。『時代劇』では流れ者コンビ「一兵衛」(上条)＆「六兵衛」(山本)として、『格闘伝説(アプリ版)』では上条のみ柔道家タイプとして登場。
『熱血物語SP』では、両者ともにキャラクター性が従来から大きく改訂され、上条は猪突猛進な目立ちたがり屋、山本は地味だが堅実な努力家、といった性格になり、くにおに挑む目的は「自分達の名声と共に、影の薄い母校の名を上げるため」となっている。イベントの進め方によっては、くにおに返り討ちにされながらもその度にトレーニングで強くなり、何度も挑み続けたことで周囲から番長として認められ、くにおに感謝するとともに友情を抱き、冷峰学園に殴り込んだくにおの助太刀に駆け付ける展開もある。

### 熱血硬派くにおくん 番外乱闘編
ゆうじ
フルネームは宗方 裕二(むなかた ゆうじ)。『番外乱闘編』のラストボス。花園町で幅を利かせる「宗方興業」の社長子息で、一人息子ゆえに甘やかされて育ったため、性格はとにかく傲慢であり、チャラい見た目に反して喧嘩が相当強いことも相まって周りからの評判は最悪となっている。熱血高校の女子生徒をナンパしていたところ、ひろしに邪魔されたために重傷を負わせるが、この出来事がくにおの怒りを買い、くにおに共闘を申し出たりきの二人に殴り込まれ、ボコボコにされる。
『行進曲AS』ではチームエディット専用キャラクターとして使用できる。同作での肩書は「横柄子息」。『乱闘行進曲』ではくにお達へのリベンジを企み、黒幕の一人として暗躍し、ラストボスとして立ちはだかる。
みほこ
熱血高校のマドンナ。漢字表記は美穂子。ゆうじに惚れられてナンパされた所を、止めようとしたひろしが重傷を負わされた事が物語の発端となる。後の作品ではみさこが熱血高校のマドンナという設定になっており、みほこについては触れられていない。
『RCG』ではみさこ達の同級生。動物が好きでたくさんのペットを飼っている。

### 熱血高校ドッジボール部サッカー編
みさこ(声：冬馬由美(CDサッカー編)、演：高嶋香帆(ドラマ)前田亜美(舞台))
熱血高校サッカー部マネージャー。公式イラストでは青い髪と大きな赤いリボンが特徴だが、キャラクタードットでは短く留めた黒髪で統一されている。口癖は「びきびき」。全国大会を前にしたサッカー部の危機を前に、たかしと共にくにお率いるドッジボール部に助けを求めてやってくる。軽い性格で、「優勝したらみんなに{\displaystyle \heartsuit }{\displaystyle \heartsuit }{\displaystyle \heartsuit }{\displaystyle \heartsuit }してあげちゃう」ことを提案し、晴れて協力を取付けている。『おでん』は学園祭で彼女が経営するおでん屋が舞台となり、「ダウンタウンシリーズ」のキャラクターと共演している。『行進曲DX』では「サッカーチーム」の応援ガールとして登場する。
『すぺしゃる』からは「熱血高校のマドンナ」「不良が大嫌い」という設定で性格から軽さが薄れ、「熱血硬派シリーズ」のヒロインのような立ち位置となっている。くにおとは初対面こそ険悪な雰囲気に陥るものの、次第に好意を抱くようになっていく。『乱闘協奏曲』では相棒キャラクターの変更を担当する。肩書きは『すぺしゃる』では「マドンナ」、実写版以降では「可憐少女」。シリーズ30周年記念のくにおくん応援番組「みさこのビキビキ通信」では司会を務める。
実写ドラマ版ではフルネームは園城寺　みさこ(えんじょうじ みさこ)。熱血高校の生徒会長にして演歌アイドルという設定のヒロインとして登場し、度々誘拐されてはくにおに助けられる。
たかし(声：太田真一郎(CDサッカー編))
熱血高校サッカー部の部員。ポジションはGK。部を襲った不運の渦中で唯一難を逃れるものの、全国大会を前にした部の危機に、みさこと共にドッジボール部に助けを求める。正GK・げんえいの存在ゆえに控えGKに甘んじている身ではあるが、キーパーとしての実力と仲間からの信頼は確かなものをもつ。『WC編』でも引き続き登場している。名前の由来は当時テクノスジャパン社員の半谷孝志。
まさ(声：小林俊夫(CDサッカー編))
熱血高校サッカー部の主将。ポジションはMFで、部の精神的支柱。弱小だった熱血高校サッカー部が悲願の全国大会のキップを手にしたことを祝って寿司パーティーに繰り出すも食中毒に見舞われ、全国大会出場が危ぶまれるが、ドッジボール部の奮戦により窮地を救われることになる。『WC編』でも引き続き登場している。キャラクタードットは『熱血物語』で登場した汎用敵キャラクターのものが流用されている。
「熱血硬派シリーズ」である『初代』にもくにおの仲間として登場し、喧嘩にも加わっている。『格闘伝説(アプリ版)』では悪人ではないものの暴走族タイプとして登場。
げんえい(声：真地勇志(CDサッカー編))
熱血高校サッカー部の正GK。「虹をもつかむ男」と称され、将来を有望視される天才守護神。弱小だった熱血高校サッカー部を一躍有名にしたカリスマであり、部を全国大会出場へと導くが、他の部員と同じく不運に見舞われる。他の面々より復帰が遅くなってしまい、出場が可能となるのは決勝戦のみだが、その能力は全ての面において最高クラスの実力を誇る。キャラクタードットは『熱血物語』で登場した汎用敵キャラクターのものが流用されている。好物は漬物、嫌いなものはいいかげんな奴。『WC編』でも引き続き登場、『サッカーリーグ』では、くにおと共に日本代表「熱血FC」のメンバーに選ばれている。必殺技は「メガドライブシュート」、「トルネードパンチ」。
「熱血硬派シリーズ」である『初代』にもくにおの仲間として登場し、喧嘩にも加わっている。『行進曲DX』では「サッカーチーム」のメンバーとして、『行進曲AS』や『乱闘行進曲』では「じゃぱん選抜チーム」のメンバーとして参戦する。『行進曲AS』での肩書は「虹掴捕手」。
うがじん
フルネームは宇賀神 輝昭(うがじん てるあき)。恐山商業高校サッカー部のキャプテン。好物は魚の干物、嫌いなものは梅干し。チームメンバー全員が常に三角頭巾を身に着け、山に住む霊能力者である。試合でのハーフタイムは祈祷を行い、たまに宙に浮いているメンバーもいる。『サッカーリーグ』では、日本代表「熱血FC」のメンバーに選ばれており、くにお達と共に世界を相手に闘う。必殺技は「うらめしやシュート」、「とりぷるあくせる」。
『熱血物語SP』ではサブイベントに登場し、街を覆う邪悪な気配を祓うために夢見町へと派遣されてきている。『行進曲DX』でも「サッカーチーム」のメンバーとして、『行進曲AS』や『乱闘行進曲』では「恐山商業高校チーム」のキャプテンとして、サッカー部の面々とともに参戦する。『行進曲AS』での肩書は「霊能隊長」。
さじ
フルネームは佐治 将吾(さじ しょうご)。死愚魔高校サッカー部のキャプテン。メンバー全員が元暴走族であり、改心こそしたものの髪形や格好が当時を捨て切れておらず周囲の人に白い目で見られる日々を送っている。本人はバイク好きが高じていつのまにか暴走族の長となっていただけで心優しいのだが、見た目のいかつさで怖れられていることには気が付いていない。好きなものはアニメ、嫌いなものは漢字。『サッカーリーグ』では、日本代表「熱血FC」のメンバーに選ばれており、くにお達と共に世界を相手に闘う。必殺技は「うぃりーシュート」、「とるねーどきっく」。『格闘伝説(アプリ版)』では柔道家タイプとして登場。
『行進曲DX』でも「サッカーチーム」の副キャプテンとして、『行進曲AS』や『乱闘行進曲』では「死愚魔高校チーム」のキャプテンとして、サッカー部の面々とともに参戦する。『行進曲AS』のストーリーでは、豪田に心酔する同士である「百合ヶ丘女子高校チーム」と手を組み、「熱血高校チーム」を集中的に狙い、「各校連合チーム」を勝たせようとしてくる。同作での肩書は「暴走隊長」。
よりつね
フルネームは頼経 貴之(よりつね たかゆき)。服部学園サッカー部のキャプテンで、メンバー全員が髷を結っている。努力家で能力も高いが、性格はよくわからないところがある。服部学園は生徒に対し一般人に対する忍術の使用を禁じているが、部活動という学園の監視下とスポーツの枠内を逸脱しない程度であれば限定的ながら解禁されている、という設定がある。『サッカーリーグ』では、日本代表「熱血FC」のメンバーに選ばれており、くにお達と共に世界を相手に闘う。必殺技は「忍者シュート」(『サッカー編』のみ「ブーメランシュート」)、「つばめ返し」。
『行進曲AS』や『乱闘行進曲』では「服部学園チーム」のキャプテンとして、サッカー部の面々とともに参戦する。『行進曲AS』での肩書は「忍者隊長」。
つねを
フルネームはなかたがり つねを。四満忠実業高校サッカー部のキャプテン。故郷である沖縄を愛しており、試合に勝っても負けても会場でカーチャーシーを踊っている。好きなものはアイドル歌手。『サッカーリーグ』では、日本代表「熱血FC」のメンバーに選ばれており、くにお達と共に世界を相手に闘う。必殺シュートは「バナナワニシュート」。
『行進曲AS』では、四満忠実業高校も運動会に参加しており、いいところまで勝ち上がっていることがストーリーにて触れられるほか、チームエディット専用キャラクターとして使用できる。『行進曲AS』での肩書は「南国陽気」。

### ダウンタウン熱血行進曲
すがた(声：林延年、演：小沼将太(舞台))
フルネームは姿　三十朗(すがた　さんじゅうろう)。熱血高校2年。身長173cm。誕生日は8月2日。血液型はB型。「熱血高校チーム」の副キャプテン。くにおを心の師と仰ぎ慕っている。警察官の父と兄をもち、自身も正義感の塊だが、無鉄砲かつ猪突猛進な性格ゆえに状況を悪化させてしまうこともある。『新記録』や『乱闘行進曲』でも副キャプテンを、『べーすぼーる』では主人公を務め、くにおが不在という逆境の中、リーダーとしてチームを引っ張っている。桃園からは「さんちゃん」のあだ名で呼ばれている。
代表的な必殺技は「爆弾パンチ」。『熱血時代劇』では「三十朗」として、『魔法物語』では「サンジュ・スガー」として登場する。『格闘伝説(アプリ版)』ではカンフータイプとして登場。
『熱血物語ex』では特定条件を満たすと仲間として同行させることも可能となったほか、『熱血物語SP』『行進曲AS』ではストーリーにも関わり、くにおの片腕として熱血高校のピンチに立ち向かう。『行進曲AS』での肩書は「爆弾突破」。
ななせ(声：高木渉)
フルネームは七瀬　遥(ななせ はるか)。名前からして女性かと思われるが男性。熱血高校2年。誕生日は7月7日。血液型はO型。実家はブティックを経営している。「熱血高校チーム」のメンバー。良識ある落ち着いた性格で、学業から喧嘩まで何事も器用にそつなくこなす。姿の親友にして良き理解者であり、自身は不良ではないものの猪突猛進な姿のブレーキ役も兼ねつつ、くにおを支える立場を務めている。『新記録』や『べーすぼーる』、『乱闘行進曲』でもチームメンバーとして登場。
代表的な必殺技は「ダブルチョップ」。『熱血時代劇』では「半兵衛」として、『格闘伝説(アプリ版)』では柔道家タイプとして登場。
『熱血物語SP』『行進曲AS』ではストーリーにも関わり、姿と共にくにおをサポートする。『行進曲AS』での肩書は「普通生徒」。
いちじょう(声：増田有宏)
フルネームは一条　勇人(いちじょう はやと)。熱血高校1年。誕生日は1月10日。血液型はA型。「熱血高校チーム」のメンバー。小学校時代は喘息持ちで、中学時代では典型的な苛められっ子だったが、高校進学を機に不良デビューを試みている。ガッツはあるが、ちゃっかり者の一面もある。ステータスは最弱クラスだが、武器攻撃には光るものがある。『新記録』や『べーすぼーる』、『乱闘行進曲』でもチームメンバーとして登場。『時代劇』や『ドッジボールだよ全員集合!』では顔グラフィックの流用、『熱血物語SP』ではサブキャラクターとして登場するのみだったが、『熱血時代劇』では「たけぞう」として、『魔法物語』では「イジョー」として登場する。『格闘伝説(アプリ版)』では格闘家タイプとして登場。
『行進曲AS』での肩書は「新米不良」。ストーリーにも関わり、未熟ながらもチームのために奮闘する。
たかみね(声：岩永哲哉)
フルネームは鷹峰　昇(たかみね のぼる)。熱血高校1年。誕生日は7月31日。血液型はB型。「熱血高校チーム」のメンバー。柔道部所属で、格闘センスに見込みがある。家があまり裕福ではなく、年の離れた2人の弟の面倒を見てやっており、苦労が顔に出ているらしい。交友関係が広く、他校の不良についても詳しい情報通の一面も持つ。『べーすぼーる』や『乱闘行進曲』でもチームメンバーとして登場するほか、『熱血時代劇』では「五平次」、『熱血物語SP』ではサブキャラクターとして登場。
『行進曲AS』での肩書は「長男気質」。ストーリーにも関わり、情報通としても存在感を発揮しチームに貢献している。
もりもと(声：風間信彦)
フルネームは森本　健一(もりもと けんいち)。熱血高校1年。誕生日は2月23日。血液型はA型。「熱血高校チーム」のメンバー。演劇部所属で、気弱な性格を直すために参加した。武器投げ攻撃を得意とする。怪しい宗教勧誘に無理やり連れて行かれそうになったところを、冷峰学園・音無に助けられたことがある。『新記録』や『べーすぼーる』、『乱闘行進曲』でもチームメンバーとして登場するほか、『熱血時代劇』では「梅三郎」、『熱血物語SP』ではサブキャラクターとして登場。
『行進曲AS』での肩書は「投棄覚醒」。ストーリーにも関わり、気弱な面を見せながらもチームのために奮闘する。
さおとめ(声：林延年)
フルネームは五月女　光(さおとめ ひかる)。花園高校2年。誕生日は5月15日。血液型はA型。「花園高校チーム」の副キャプテン。次代の花園を担う、りきの右腕的存在。爽やかな美男子で頭も性格もよく、濃い目の不良が多い同校にあってはなかなかモテるが、本人は女の子を少しニガテとしている。15歳までは父親の仕事の都合で海外で過ごし、そこで学んだ中国拳法と気功術を使いこなすが、本人は暴力を嫌っている。熱血高校・姿にはライバル意識を抱いている。『新記録』や『乱闘行進曲』でも副キャプテンを、『べーすぼーる』でもチームメンバーとして登場する。『行進曲AS』での肩書は「念力集中」。
代表的な必殺技は「オーラパンチ」。『熱血時代劇』では「こうすけ」として、『魔法物語』では「レイ」として登場する。『格闘伝説(アプリ版)』では格闘家タイプとして登場する。
『熱血物語SP』や『行進曲AS』ではストーリーにも登場し、りきの右腕として奔走する。『乱闘行進曲』では、吉野を動かす秘策として、海外の友人の伝手でいやらし本を取り寄せており、勧誘の成功に大いに貢献している。
まえだ(声：高木渉)
フルネームは前田　亨(まえだ とおる)。花園高校3年。身長183cm。誕生日は7月11日。血液型はB型。「花園高校チーム」のメンバー。りきとは過去に敵対した間柄だが、タイマンを経て、互いを認め合う良きライバルとなっている。短気で喧嘩っ早い性格だが、所属するグループへの仲間意識は人一倍強い。外見に似合わず犬が大好き。足が遅い上に金槌だが、格闘能力は一流。『べーすぼーる』や『乱闘行進曲』でもチームメンバーとして登場する。『行進曲AS』での肩書は「蹴撃跳躍」。
代表的な必殺技は「前田の飛び蹴り」。『熱血時代劇』では「忠吉郎」一家の大親分として、『格闘伝説(アプリ版)』では柔道家タイプとして登場。なお、『第1作』及び『ドッジボール部』で花園生として登場した「とおる」とは別人である。
『熱血物語ex』では特定条件を満たすと仲間として同行させることも可能となったほか、『熱血物語SP』では五月女達と共に千里台高校と対峙している。
よしの(声：緑川光)
フルネームは吉野　光明(よしの みつあき)。花園高校2年。誕生日は3月18日。血液型はAB型。「花園高校チーム」のメンバー。裕福な音楽一家に生まれ育ち、自身も音楽を愛するマジメな吹奏楽部員だが、優れた運動神経の持ち主でもあり、運動部からの勧誘が絶えない。チームの欠点をカバーできる存在として、足の速さに目を付けたりきから説得を受けるも頑なに拒み続けたが、いやらし本2冊を提示されるとあっさり買収され、その話は学内に知れ渡ってしまっている。その後は『ドッジボールだよ全員集合!』にもりき以外の花園メンバーから唯一デフォルトキャラクターとして登場する他、『新記録』『べーすぼーる』『乱闘行進曲』でもチームメンバーとして登場する。『行進曲AS』での肩書は「二冊買収」。
代表的な必殺技は「すくりゅう」。『時代劇』では力五郎の友人「与之助」として登場。
わしお(声：風間信彦)
フルネームは鷲尾　修二(わしお しゅうじ)。花園高校2年。誕生日は8月4日。血液型はA型。実家は八百屋。「花園高校チーム」のメンバー。元野球部期待のエースであり、監督との喧嘩により退部したが、甲子園の夢を捨てきれておらず、他校の生徒をシメることで憂さを晴らしていたところで、りきの誘いにより運動会への参加を決める。『新記録』や『乱闘行進曲』でもチームメンバーとして登場するほか、『べーすぼーる』ではりきの計らいによって復活し、その剛腕を揮う。企画段階でカットされた花園高校シナリオは、野球を諦めきれずにいた鷲尾を野球大会に参加させるために、ド素人ながらも仲間たちが集い、りきをはじめとした仲間たちの友情と、再び野球ができる喜びに鷲尾は感涙する、という内容だった。『行進曲AS』での肩書は「喧嘩球児」。
代表的な必殺技は「マッハ叩き」と「超速球」。『熱血時代劇』では「鬼松」として、『格闘伝説(アプリ版)』では柔道家タイプとして登場する。
しみず(声：増田有宏)
フルネームは清水　浩一(しみず こういち)。花園高校3年。誕生日は12月3日。血液型はB型。「花園高校チーム」のメンバー。サングラスにこだわりを持ち、見た目こそ典型的なツッパリだが、それほど性格が好戦的なわけでもないゲーマーなボンボン。実力もパッとせず、ハッタリで相手をビビらせるのを得意とする。放課後は下級生を従えてゲーセンで遊んでおり、千里台高校・土田とはちょっかいを出すうちにゲーマー仲間となっている。りきの強引な説得によって運動会に参加する羽目になった。『新記録』や『べーすぼーる』、『乱闘行進曲』でもチームメンバーとして登場する。『行進曲AS』での肩書は「見栄坊主」。
代表的な必殺技は「ハリケーンクラッシュ」。『熱血時代劇』では「勝太郎」として登場する。
はやさか(声：風間信彦)
フルネームは早坂　良麻(はやさか りょうま)。冷峰学園3年。身長172cm。誕生日は10月9日。血液型はA型。「冷峰学園チーム」のメンバー。運動より勉学を好む秀才で、不良ではない普通の生徒だが、単身で不良グループを撃退したことがあり、学園内では一目置かれる存在。マイペース同士でウマが合った望月とは下級生時代からの親友であり、彼に誘われたことで運動会へと参加する。喧嘩は得意ではないものの、根性でがむしゃらに勝ちを掴む戦い方をする。『新記録』や『べーすぼーる』、『乱闘行進曲』でもチームメンバーとして登場する。『行進曲AS』での肩書は「一心猛突」。
代表的な必殺技は「マッハ叩き」と「加速落とし」。『熱血時代劇』では「与三郎」として、『格闘伝説(アプリ版)』ではカンフータイプとして登場。『熱血物語ex』では特定条件を満たすと仲間として同行させることも可能となっている。『熱血物語SP』では「チーム望月」の一員として登場し、望月に対する友情に篤い一面が描かれている。
登場作品によってキャラクター性が異なり、『熱血物語ex』ではやや古風な口調で、一人称は「僕」。『熱血物語SP』では砕けた口調で、一人称は「俺」になっている。
おとなし(声：増田有宏)
フルネームは音無　京助(おとなし きょうすけ)。冷峰学園1年。誕生日は1月24日。血液型はA型。「冷峰学園チーム」のメンバー。どこのグループにも属さない一匹狼で、上級生にも臆することがない図太さを持っているが、困っている人を放っておけない優しい一面もあり、宗教勧誘に困っていた熱血高校・森本を助けたことがある。実力こそ未熟だが、様々な面で素質を秘めており、冷峰四天王・小林からは将来を担う逸材として可愛がられている。『べーすぼーる』や『乱闘行進曲』でもチームメンバーとして登場する。『行進曲AS』での肩書は「一匹若狼」。
代表的な必殺技は「脳天チョップ」。『熱血時代劇』では「京助」として登場する。『格闘伝説(アプリ版)』では悪人ではないものの暴走族タイプとして登場し、早坂と同じ髪型に変わっている。『熱血物語SP』では戦闘エリアで出現する冷峰生に交じって時折登場する。
『イカすぜ！小林さん』では、生来の特殊能力が原因で他人を避けていたが、小林にその才能を見出され、行動を共にするうちに兄のように小林を慕うようになった人物とされている。
くまだ(声：高木渉)
フルネームは熊田　重蔵(くまだ じゅうぞう)。スポーツ校として知られる虎島実業第四高校3年。誕生日は9月6日。血液型はB型。米穀店の長男。「各校連合チーム」のメンバー。柔道家の祖父の影響で、自身も柔道で世界一を目指し、常に強いヤツを探し求めている。足は遅いが、豪快な投げ技を得意とする。弱い者苛めを嫌うが、弱い者(＝努力をしない者)はそれ以上に嫌う。豪田の性格を気に入っており、それがきっかけでチームへと参加する。『新記録』や『乱闘行進曲』でもチームメンバーとして登場する。『行進曲AS』での肩書は「強者渇望」。
代表的な必殺技は「人間魚雷」と「背負いスペシャル」。『時代劇』では悪役一家の大親分「虎蔵」として、『格闘伝説(アプリ版)』ではカンフータイプとして登場。『熱血物語ex』では柔道大会の帰り道に偶然乱闘を繰り広げるくにお達を見かけ、性分の赴くままに挑みかかってくるが、特定条件を満たすと仲間として同行させることも可能となっている。
はやみ(キャラクターボイスは無し)
フルネームは速水　武士(はやみ たけし)。隼商業高校2年。誕生日・血液型共に不明。「各校連合チーム」のメンバー。サッカー部で鍛えた脚力を持つこと以外は謎に包まれた男。特撮モノとバイクが好きで、変身が出来るとか出来ないとか。『新記録』や『乱闘行進曲』でもチームメンバーとして、登場する。『行進曲AS』での肩書は「変身変人」。
代表的な必殺技は「ハリケーンクラッシュ」。『格闘伝説(アプリ版)』では忍者タイプとして登場。
ももぞの(声：鈴木砂織)
フルネームは桃園　里美(ももぞの さとみ)。熱血高校2年。誕生日は5月22日。「熱血高校チーム」の応援ガール。元気印の女の子で、あざとい喋り方ゆえに異性をその気にさせたのは数知れず。趣味はカラオケとカフェ巡り。『新記録』ではマネージャー、『べーすぼーる』でもチアリーダーとしてチームを盛り立てている。くにおのファンとして立ち振舞っているが、実は姿に好意を寄せており、『べーすぼーる』では姿が里佳に惚れているのも見抜いており、失恋に落ち込む彼にアプローチをかけている。冷峰女子バレー部・森沢とは中学時代の同級生で仲が良く、『ビーチバレー』ではタッグを組んでくにおと戦っているほか、『おでん』では園川に次ぐ強敵として登場し、エンディングでは主題歌を歌っている。『行進曲AS』での肩書は「天真爛漫」。
『熱血物語SP』では最近街を覆うようになった不穏な空気を怖がっている。『行進曲AS』のストーリーではマネージャーも兼務しており、おっちょこちょいな一面を見せながらもチームを盛り立てている。
『行進曲DX』では「女の子チーム」、『行進曲AS』のDLCや『乱闘行進曲』では「応援ガールチーム」のメンバーとして参戦する。熱血高校チームの男子たちの技を駆使し、『マッハ』ではビーチバレーにちなんだ必殺技「がっちりブロック」が設定された。
あいはら(声：金丸日向子)
フルネームは藍原　静(あいはら しずか)。冷峰学園2年。誕生日は6月14日。血液型はAB型。「冷峰学園チーム」の応援ガール。冷峰のマスコット的な存在で、放っておけない雰囲気があるせいか、男子生徒に特に人気がある。消極的な性格で、周囲の推薦によって応援ガールになってしまったことを不本意に思っている。普段こそぼーっとしていることが多いが、怒るととても怖く、さらに限界を超えると無敵になる。姉・恵は熱血高校で美術教師を務めている。『新記録』ではマネージャー、『べーすぼーる』ではチアリーダーを務めている。『時代劇』では賭場の壺振り「お紋」として登場。『行進曲AS』での肩書は「龍脚聖女」。
『行進曲DX』では「女の子チーム」、『行進曲AS』のDLCや『乱闘行進曲』では「応援ガールチーム」のメンバーとして参戦する。冷峰学園チームの男子たちの技を駆使し、『マッハ』では従来のイメージを踏まえた多段ヒット必殺技「飛びひざ蹴り」が設定された。
きりしま(声：白鳥由里)
フルネームは霧島　裕子(きりしま ゆうこ)。宝陵高校2年。誕生日は9月16日。血液型はO型。「各校連合チーム」の応援ガールを務める。大勢で盛り上がる行事がなによりも大好きなお祭り娘。気が強く男勝りな姉御肌で、応援ガールを率先して引き受け、抜群のコミュ力でチームを引っ張っている。豪田兄妹とは仲良し。自宅では溺愛する愛犬のトイプードルとじゃれあっている。『新記録』ではマネージャー、『べーすぼーる』では自校のチアリーダーを務めている。『行進曲AS』での肩書は「豪快女子」。
『行進曲DX』では「女の子チーム」、『行進曲AS』のDLCや『乱闘行進曲』では「応援ガールチーム」のメンバーとして参戦する。各校連合チームの男子たちの技を駆使し、『マッハ』では豪田と仲が良いところにちなんだ専用必殺技「頭突きアタック」が設定された。
もりさわ(声：金丸日向子)
フルネームは森沢　博子(もりさわ ひろこ)。冷峰学園2年。誕生日は5月22日。女子バレー部の副部長。運動会の実行委員を務め、プログラム変更を担当する。怖いもの知らずで明るい性格だが、おっちょこちょいな一面もあり、周囲から世話をやかれがち。熱血高校の桃園とは中学時代のクラスメイトであり、似たもの同士で仲が良い。『行進曲DX』では「バスケットチーム」の応援ガールも務めているほか、『行進曲AS』や『乱闘行進曲』では「冷峰運動部チーム」の副キャプテンとして参戦する。『行進曲AS』での肩書は「実行委員」。『マッハ』ではバレーボールにちなんだ必殺技「ハイパースパイク」、「がっちりブロック」が追加された。
こうづき(声：白鳥由里)
フルネームは上月　茜(こうづき あかね)。誕生日は4月5日。冷峰学園放送部部長。運動会でも放送委員を務め、BGM変更を担当。スポーツ万能で体操部にも所属しており、密かに芸能界入りを目指している。『行進曲DX』では「格闘チーム」の応援ガールも務めているほか、『行進曲AS』のDLCや『乱闘行進曲』では「応援ガールチーム」の副キャプテンとして参戦を果たす。茶髪のポニーテールと黄色のリボンが特徴的な容姿となり、体操部らしく体のバネを活かした「つばめ返し」などの必殺技を駆使する。
とうどう(声：緑川光)
フルネームは藤堂　護(とうどう まもる)。冷峰学園3年。身長175cm。誕生日は3月8日。血液型はA型。大企業・藤堂グループ会長の末っ子。山田の後任として生徒会長の座に就く。容姿端麗・頭脳明晰で、女生徒にモテる一方、ナルシストでキザな面から同性からはあまり好かれていない。力ずくで物事を解決しがちな不良達の考え方や行動を疑問視すると同時に嫌っており、特に不良でありながら世間の評判を集めているくにおを敵視している。全国に展開するとある大組織の幹部ではないか、との噂が囁かれている。母校の力を誇示するとともに、不良の撲滅を目指して行動を起こすが、その手段は『行進曲』の運動会をはじめとしたスポーツでの競い合いを装うことで暴力性を隠しつつ、正面から不良達を潰すことを企んでいる。『行進曲』でくにお率いる熱血高校に敗北した上に、他校をも巻き込んだ責任を取る形で会長の座を降板するものの、その後も『新記録』や『べーすぼーる』など一向に懲りることなく、くにお達と対峙し続ける。『行進曲AS』での肩書は「超御曹司」。
基本的にくにお達と自ら競い合うことはせず、権力と財力にモノをいわせて強力な刺客を送ることがほとんどであり、本人の実力は未知数な部分も多い。『時代劇』ではラスボス「浅次郎」として、くに政と直接対決している。『格闘伝説(アプリ版)』では忍者タイプとして登場。

### くにおくんの時代劇だよ全員集合
まつど
フルネームは松戸　京介(まつど きょうすけ)。冷峰学園3年。科学部員で、逆立った髪と強面の持ち主だが、とにかく話が長く、いつも不気味に笑っている。五代とは『時代劇』の役柄における関係性と同じく、互いに気にくわずいがみ合う仲。松戸が研究している「力」について、冷峰四天王・小林は「世界を恐怖に叩き落しかねないもの」と危険視している。『行進曲AS』での肩書は「科学変身」。
代表的な必殺技は「変身技」。「仁左衛門」の演者として初登場するが、その後は「仁左衛門」としての登場が多く、松戸本人としてストーリーに登場するまでにかなりの期間が空いている。『行進曲AS』では「冷峰元生徒会チーム」の副キャプテンとして参戦する。『熱血物語SP』ではサブイベントで実験データの採集と称して襲い掛かってくるほか、バトルクラブや戦闘エリアで出現する冷峰生として時折登場する。
『乱闘行進曲』では黒幕の一人として登場。自らが目を付けた必殺技の持ち主を研究するため、宗方や椿率いる「ウーワンフー」と手を組み、格闘大会を実験の場として利用している。豪田を大会におびき出すために豪田に変身して暴走族を襲撃したり、緋乃島高校の面々を怪しい薬の実験台にしたり、時間を歪ませて『熱血時代劇』の面々を呼び寄せてしまったりと、方々に迷惑をかけまくっている。
ねだち(演：免出知之(舞台))
フルネームは根立　克行(ねだち　かつゆき)。誕生日は4月8日。白鷹工業高校3年。「ぷぷぷ…！」と変わった笑い方をする、お調子者の変わり者。なまじ変わり者として有名なために、小心者の西村と沢口は彼に話しかけたことがない。歴史が好きで、時代劇観賞が趣味。関節技に精通している。モデルはテクノスジャパンの元社員。『行進曲AS』での肩書は「時代劇人」。
必殺技は「按摩スペシャル」。「半四郎」の演者として初登場し、白鷹工業高校のメンバーとして『べーすぼーる』にも登場する。『熱血物語SP』ではサブイベントやバトルクラブ、また戦闘エリアで出現する白鷹生に交じって時折登場する。『行進曲AS』や『マッハ』では、チームエディット専用キャラクターとして使用できる。
さんきち
『時代劇』のオリジナルキャラクター。文蔵一家の切り盛りを任されている番頭的存在。味方として旅に連れてゆくことは出来ないが、攫われたお琴の無事を案じたり、「せめて自分にできることを」と御守りを持たせてくれたりと、心優しく文蔵からの信頼も厚い好漢。
キャラクタードットは『熱血物語ex』に登場する星の丘西高校・海老沼に流用されている。『マッハ』では、チームエディット専用キャラクターとして使用できるが、かなりの実力者。

### いけいけ熱血ホッケー部
よういち
熱血高校ホッケー部キャプテン。実力はあるのだが気弱で押しの弱い性格が祟り、廃部寸前にまで追いやってしまうが、困っている者を放っておけない性分のくにおによって窮地を救われることになる。必殺ショットは「しおしおショット」。
『格闘伝説』のオープニングにも少し登場するほか『格闘伝説(アプリ版)』では柔道家タイプとして登場。『すぺしゃる』ではある場所にサブキャラクターとして登場。『行進曲AS』では、チームエディット専用キャラクターとして使用できる。同作での肩書は「内気主将」。
かおり
熱血高校の新聞部員。公式イラストでは眼鏡をかけており、ストーリーモードで見られる校内新聞は彼女が作成している。よういち以外のホッケー部員を「たこ」呼ばわりしている。ゲームオーバー画面では、よういちはおろか、くにおすらも一発で沈めてしまう豪腕を披露している。
『RCG』では眼鏡をかけていない。みさこときょうことも友達になっているが嵐のような彼女達に付いていけず、いつも声を掛けるのに失敗している。カフェが好きで、新作のドリンクが出ると必ずチェックする。
とおる
熱血高校の剣道部員。くにおの友人で、無口な剣豪。かなりの腕前の持ち主であり、過去に2回全国制覇を成し遂げている。寡黙でめったなことでは怒らず、その姿には女子生徒からの人気があり、密かにファンが多い。茶道も嗜んでいる。
『格闘伝説(アプリ版)』ではカンフータイプとして登場。『行進曲AS』や『マッハ!!』では、チームエディット専用キャラクターとして使用できる。『行進曲AS』での肩書は「寡言剣士」。
さだお
熱血高校の野球部員。くにおの友人で、野球部のパワースラッガー。150㎞の剛速球もホームランにできる強打者であり、高校野球界の十指にはいるレベルの有望株。必殺ショットは「ワープショット」。
『行進曲AS』では、チームエディット専用キャラクターとして使用できる。同作での肩書は「有望打者」。
ようこ
百合ヶ丘女子高校ホッケー部のキャプテン。くにおの友人で、かなりの熱血気質。自分に厳しく練習でも一切手を抜かないが、友人には甘い。スポーツ一色の生活を送っているが、可愛いもの好きで、くまをモチーフにしたものがお気に入り。趣味はマジックで、マジック同好会の会長も務めている。必殺技は「くまさんショット」。
『行進曲AS』や『乱闘行進曲』では「百合ヶ丘女子高校チーム」の応援ガールを務めている。『行進曲AS』での肩書は「友愛熱烈」。
『RCG』ではみさこ、きょうこと顔見知りであり、彼女達に情報を与える。
とびやま
大雪山高校ホッケー部のキャプテン。インターハイ常連校にして最強と謳われる同部を率いている超高校級選手。ヘッドギアが特徴。将来はカナダのプロチームに入るために、海外ドラマを見ながら英語を勉強中だが、舌が短いので発音に苦戦している。必殺技は「ハリケーンショット」。
『行進曲AS』や『乱闘行進曲』には「じゃぱん選抜チーム」の一員として参戦する。『行進曲AS』での肩書は「氷球王者」。

### びっくり熱血新記録
ジョニー(演：ダレアレ悟(ドラマ))
オクラホマハイスクールの男子生徒。陸上部に所属しており、藤堂からの招待に応じ来日し、くにお達と競い合った後は友情を築く。ハイレベルの能力を持ち、特にスピードは冷峰四天王・望月と並び最速を誇る。『すとりーとバスケ』では、渡米してきたくにお達と「熱血ダンクヒーローズ」を結成する。スピードを武器とするほか、旧作に登場したキャラクターの様々な必殺技を駆使する。『行進曲AS』では、ガールフレンドのティファニーにいい報告ができるように、と人一倍気合が入っている。同作での肩書は「P・S・G・S」。
『すぺしゃる』や『乱闘協奏曲』ではゲスト的に登場し、サブイベント等で戦うことができる。『行進曲AS』や『乱闘行進曲』では「わーるど選抜チーム」のキャプテンとして参戦する。『マッハ』では専用必殺技「Jスルー」が追加されている。
藤井昌浩著の漫画『くにおくん!熱血勝負!!』ではジェーンという妹が登場し、彼女の入院費を稼ぐ為に新記録に参加したという設定になっている(他にもラスベガスチームのスロットとは幼馴染という設定もある)。
実写版では元バスケのエースだが妹関連の設定は踏襲しており、手術費を稼ぐためにバスケを捨ててバイトに勤しんでいる。しかしその事から元チームメイトで元軍人のアッシュ（演：副島淳）に恨まれている。こちらでは妹の名前がメリー（演：マリナ・アイコルツ）に変更されている。
ラファエル
オクラホマハイスクールの男子生徒。大きな瞳と褐色の肌が特徴の、寡黙な武闘家。最高レベルのパワーとタフネスを併せ持つ。
修行として自らを過酷な状況に置くためによくひとりで山籠もりを行っている。自然と動物をこよなく愛する一面もあり、修行の合間には動物たちとの触れ合いが癒しとなっている。『行進曲AS』での肩書は「love and heal」。
『すぺしゃる』や『乱闘協奏曲』ではゲスト的に登場し、サブイベント等で戦うことができる。『行進曲AS』や『乱闘行進曲』では「わーるど選抜チーム」の副キャプテンとして参戦する。『マッハ』では『新記録』での代名詞技「ゴージャスパンチ」と、専用必殺技「スーパーげんこつ」が設定されている。
こうのすけ
フルネームは藤堂　晃之介(とうどう こうのすけ)。藤堂グループ会長。一代にして巨大なグループを築き上げた手腕もさることながら、泣き落としをかけてきた息子の企みも見抜いた上で、息子のみならず、そのライバルであるくにお達といった若者の成長のためならばと巨額の私費を投じることも惜しまない懐の広い人物。息子とは違いくにおを高く評価しており、くにおも晃之介を好人物として認識している。『べーすぼーる』では野球大会を主催し、若者の成長を促している。『魔法物語』では「トッド王」として登場する。
冷峰四天王・小林の父は、自社が倒産した後に晃之介に拾われ、現在は運転手を務めている。威厳の無くなった父に愛想を尽かして家を出ており、現在は一緒に暮らしていない。

### 初代熱血硬派くにおくん
よしひろ
熱血高校2年生。大阪からの転校生で、喧嘩は滅法強い。ひろしと仲良くなったことがきっかけで、くにおの仲間となる。
その正体は大阪連合の2代目総長であり、本作のラストボス。東京への侵攻にあたって最大の障害となりうるくにおを潰すため制服が似ている事を利用して熱血高校に潜入していた。大阪連合最強の実力者であり、ダッシュや受け身から強烈な蹴りを繰り出してくるほか、奥の手として拳銃を駆使する。
「ダウンタウンシリーズ」である『行進曲AS』や『乱闘行進曲』にも「アウトローチーム」のメンバーとして登場する。『マッハ』では専用必殺技「ラストゲーム」としてプレイヤーも拳銃を使うことができるようになった。
『闘球戦士の巻』、『格闘伝説(アプリ版)』に同名のキャラクターが登場するが、本項で触れている彼とは別人である。
みほ
桜宮高校2年生で、大阪同盟の一員。一本筋の通った芯の強さを持つ。ひろしと文通によって知り合い、大阪連合打倒のため、くにおを頼る。
「ダウンタウンシリーズ」である『行進曲AS』のDLCや『乱闘行進曲』にも「チームミスズチーム」のメンバーとして参戦する。『乱闘行進曲』ではみゆきからの呼び出しとあわせて、よしひろの動向を探るために遠征してきている。『マッハ』では専用必殺技「ジェットアッパー」を駆使する。
まさき
大阪連合の一員で、四天王の一人。「持国天のまさき」の異名を持ち、恵美須町を治める。大阪連合でも屈指の実力者で、みほの兄。本来は暴力を嫌っているが、周囲を危険な目に合わせないため、やむなく大阪連合に協力している。くにおの説得により、大阪連合に反旗を翻し立ち上がる。
『乱闘行進曲』では、格闘大会のため遠征するみほに軍資金を渡している。
ほんだ
大阪連合の一員で、四天王の一人。「広目天のほんだ」の異名を持ち、大阪港を治める。プロレスラーのような巨体を持ち、数多くの投げ技やパワーを活かした戦いを得意とする。大阪連合2代目総長との決戦前に立ちはだかる。
わだ
大阪連合の一員で、四天王の一人。「増長天のわだ」の異名を持ち、難波を治める。かなりの実力者で、くにおに対し取引を持ちかけて来る。
ほくと
大阪連合の一員で、四天王の一人。「多聞天のほくと」の異名を持ち、梅田を治める。紅一点の女性幹部。

### 熱血格闘伝説
ひめやま
フルネームは姫山　草一郎(ひめやま そういちろう)。誕生日は1月19日、血液型はB型。カンフータイプで、アメリカ育ちのバイリンガル。大会の優勝候補者でもある。日本で頂点に立った後にアメリカに戻り、そちらでも頂点に立つという夢を抱いており、日々鍛錬に励んでいる。『行進曲AS』の肩書は「両国一等」。
『超熱血！大運動会』では「格闘チーム」のメンバーとして、『行進曲AS』ではチームエディット専用キャラクター、『乱闘行進曲』では「レジェンドチーム」のキャプテンとして参戦する。
えびはら
フルネームは海老原　正樹(えびはら まさき)。誕生日は9月2日、血液型はAB型。マーシャルアーツタイプで、説明書では本作屈指のスピードの持ち主として紹介されている。倹約家であり、様々な試合に出場しているため人気があるにも関わらず財布のヒモが固い。『行進曲AS』の肩書は「節約闘士」。
『超熱血！大運動会』では「格闘チーム」のメンバーとして、『行進曲AS』ではチームエディット専用キャラクター、『乱闘行進曲』では「レジェンドチーム」のメンバーとして参戦する。
あおい
フルネームは水沢　葵(みずさわ あおい)。誕生日は3月3日、血液型はAB型。カンフータイプで、幼い頃から女のような名前が原因でいじめを受けていたが、実はかなりの格闘センスの持ち主。
おおくま
フルネームは大熊　大三郎(おおくま だいざぶろう)。誕生日は2月19日、血液型はO型。柔道家タイプで、幼い頃から山で育った野性的な性格の人物。『格闘伝説(アプリ版)』にも登場する。
『マッハ』ではレジェンドチームのストーリーにて、名前のみ登場。
ダブルタイガー兄弟
とらいち
とらじ
牙虎会(サーベルタイガー)所属する兄・虎一、弟・虎二の格闘家コンビ。戦いに人生を捧げ、虎のマスクとプロレスラー風のリングコスチュームを着用しており、日本の格闘界を率いている。日本一の高校生を決めるために格闘大会を主催し、ラストボスとして立ちはだかる。同作では全てのステータスが最高値で、あらゆる必殺技が使え、あらゆる攻撃が反則的な性能と威力を誇る。『行進曲AS』の肩書は虎一が「双猛虎兄」、虎二が「双猛虎弟」。
『すぺしゃる』や『乱闘協奏曲』ではゲスト的に登場し、サブイベント等で戦うことができる。『超熱血！大運動会』では「格闘チーム」のメンバーとして、『行進曲AS』や『乱闘行進曲』では「じゃぱん選抜チーム」のキャプテン(虎一)＆副キャプテン(虎二)として参戦する。『乱闘行進曲』では、黒幕によってその知名度を利用され冤罪を被っており、犯人を突き止めるために格闘大会に参加する。『マッハ』ではマスクを外した素顔バージョンがチームエディット専用キャラクターとして使用できる。
『熱血物語SP』では、冷峰学園OBで「花園、白鷹、冷峰」の三強が凌ぎを削った時代に名を馳せた存在だった、との設定が付加された。栄十リゾートにトレーニングジム「タイガーホール」を開いており、勝抜き組手の最後の相手として戦うことができる。
岸本良久は「ダブルドラゴンとダブルタイガーがガチンコで対決したらどちらが強いか」という質問には「そりゃあダブルドラゴンでしょう」と答えている。

### ダウンタウン熱血べーすぼーる物語
たちばな
フルネームは立花　辰巳(たちばな たつみ)。熱血高校3年。誕生日は8月3日。血液型はAB型。文武両道の優等生。野球部主将だったが肩を怪我してしまい、優勝候補と目されながら初戦敗退を喫したショックで一度は野球をやめ、野球部も解散となってしまうが、野球大会の開催を知り再起し、里佳のために奮戦する。総じて平均的なステータスのメンバーが揃う熱血高校にあって、くにおに次ぐ投打両面での優秀さを誇る。
『熱血時代劇』では悪党の「真之介」として登場する。『行進曲AS』では、チームエディット専用キャラクターとして使用できる。肩書は「悲劇主将」。
りか
フルネームは浅野　里佳(あさの りか)。熱血高校2年。誕生日は7月14日。血液型はA型。熱血高校野球部のマネージャー。薄幸の美少女で、重い病魔に冒されており医者も見放したらしいのだが、その病名は誰も知らない。立花の彼女であり、彼を一途に想っているが、姿から想いを寄せられていることにも気付いている。
くにこ
フルネームは芦野　久仁子(あしの くにこ)。熱血高校1年。誕生日は8月24日。血液型はB型。熱血高校の代理マネージャーを務める。くにおのファンで追っかけ。かつて長谷部のライバルだった女子生徒の妹であり、長谷部のことも「はせべ姉さん」と呼び慕っている。バイクを乗りこなす活動的な女の子で、小柄で可愛い容姿に反し、ひとたび喧嘩となると修羅と化す。
『熱血物語ex』では準メインキャラクターとして登場する。長谷部と連携し、砂織を守るために裏で奔走する。
『RCG2』ではギャルの女子高生として再設定されているが、慈善活動にも積極的。
かわかみ
フルネームは川上　昇(かわかみ のぼる)。熱血高校の数学教師。線の細いメガネの壮年教諭で、野球に関しては全くの素人ながら、熱血高校チームの監督を務めることになり、姿にとっては逆風のひとつとなってしまっている。
熱血硬派シリーズの『RCG』では、みさこの担任教師として登場。くにおとりきの誘拐を知って騒ぎ出した主人公コンビを注意するも、反抗されると忽ち押し黙っている。
にしの
フルネームは西野　玉絵(にしの たまえ)。花園高校1年。花園高校のチアリーダーを務める。真美の中学時代の後輩であり、彼女を慕っている。宝陵高校の野球部監督・西野杏(にしの あんず)は叔母にあたる。
『乱闘行進曲』ではアルバイトとして格闘大会の司会を務める。仕事振りを宗方から評価され報酬を弾んでもらっており、しばらくは「りっちなひととき♡」を過ごせそう、と漏らしている。
れいか
フルネームは五条院　麗華(ごじょういん れいか)。冷峰学園3年。誕生日は4月29日。血液型はA型。冷峰学園のマネージャーを務める。藤堂グループに匹敵する富豪のお嬢様で、藤堂とは幼馴染の関係。双子の兄・柊一(しゅういち)がいるが、五条院家からは勘当されている。土方(ひじかた)というボディーガードがいつも護衛している。スポーツは観戦するのも、自身が参加するのも大好きで、特にテニスの実力はプロ級の腕前を誇る。持ち前のカリスマ性で運動部を引っ張っているが、高飛車な性格のために一部の生徒からは疎まれている。生い立ちゆえに厳しく叱られたことがなく、ある日ふとしたことで出会い、そのときに本気で叱ってくれた豪田の男らしさに惹かれ、初恋に落ちており、豪田の前では普通の恋する女の子になる。
『熱血時代劇』では「お富士」として登場し、小次朗からは「富士姫」と呼ばれている。『行進曲AS』や『乱闘行進曲』では「冷峰運動部チーム」のキャプテンとして参戦する。『行進曲AS』のストーリーでは2度の対峙を経て、「熱血高校チーム」の実力を素直に認めるに至っている。同作での肩書は「我儘令嬢」。
むらさき(演：田川大樹(舞台))
フルネームは紫　小次朗(むらさき こじろう)。宝陵高校3年。誕生日は12月3日。血液型はB型。神破飛焔流(しんはひえんりゅう)という流派の剣の達人で、紫色の髪と「美しき剣術家」の異名を持つ。その容姿からモテるのだが、女好きの軟派でもあり、硬派な豪田とはそりが合わない。豪田の妹・砂織に一目惚れしてしまったため、豪田が持ち掛けてきた野球大会への参加を快諾した上に、キャプテンまで引き受けている。専用の必殺投球「ブレードシュート」、同じく必殺打法「飛翔斬り」を駆使する。
代表的な必殺技は「疾風斬り」。『熱血時代劇』では「小次朗」として登場。『行進曲AS』では、チームエディット専用キャラクターとして使用できる。同作での肩書は「紫色剣豪」。
かざおか
フルネームは風丘　四郎(かざおか しろう)。霧雨実業高校3年。誕生日は9月27日。血液型はO型。「四郎」という名前であるものの、一人っ子。忍者の末裔で、風を使いこなせる能力を持つ。卑怯で極端に優勢側に付く性格なので、勝てる相手としか戦わず、相手が自分より強いと分かると、風のように去って行くが、案外能力は高い。その性格からかなり嫌われ者であり、友達も一人もいない。必殺投球「パラシュート」と専用必殺打法「ハリケーン」を持つ。
『熱血物語ex』では自身は登場しないものの、その存在を伺うことができ、同校の生徒や、支配下にある透亀商業高校の生徒が襲い掛かってくる。『熱血時代劇』では悪事を企む「四郎衛門」として登場。『マッハ』ではライバル校である影村学園の格闘大会参加を聞きつけ、「霧雨実業高校チーム」のキャプテンとして参戦する。同作では専用必殺技「竜巻アッパー」を駆使する。
はなしま
フルネームは花島　絵理子(はなしま えりこ)。霧雨実業高校3年。霧雨実業高校のチアリーダーを務める。ポニーテールが特徴の元気娘。落ち込んでも立ち直りが早いところから、周囲には悩まないポジティブキャラに見られている。風丘に罵声を浴びせるのがストレス解消法。コスプレ趣味を持つ。
『マッハ』でも「霧雨実業高校チーム」の応援ガールを務める。
みずはら
フルネームは水原　愛(みずはら あい)。明暗高校2年。明暗高校のチアリーダーを務める。ぱっちりとした目がとても印象的で、一人称が僕という変わり者。幼い容姿であるために周りからは許容され面白がられている節がある。趣味はゲームで、感情移入するあまりに口調が変わったりする忙しい性格。
『行進曲AS』や『乱闘行進曲』でも「明暗高校チーム」の応援ガールを務める。『行進曲AS』の肩書は「空想少女」。
つげ
フルネームは柘植　雷二(つげ らいじ)。服部学園3年。誕生日は12月3日。血液型はB型。学園の主席生徒。ダブルドラゴン兄弟とは元同級生であり、2人の在学時はライバル視していたが、忍者としての素質はダブルドラゴン兄弟を凌ぐものを持っている。冷静かつ硬派な性格で、良くも悪くも忍者として任務に忠実でストイック。宝陵高校・紫とは幼馴染かつライバルであり、父親の剣の師匠が紫の祖父という因縁がある。必殺技「龍尾嵐風脚」を持ち、投打でハイスペックな実力を誇る猛者にして主将だが、実力を隠して控えメンバーとなっている。
『熱血時代劇』では「雷蔵」として登場。『行進曲AS』や『乱闘行進曲』では「じゃぱん選抜チーム」のメンバーとして参戦する。『行進曲AS』での肩書は「主席忍者」。『マッハ』では専用必殺技「雷撃手裏剣」を駆使する。
つかさ
フルネームは望月　司(もちづき つかさ)。服部学園1年。誕生日は10月9日。冷峰四天王・望月の弟。顔グラフィックも兄と共通している。俊足揃いの学園内でもトップクラスの脚力を持ち、自らの長所を活かすべく忍者の体術を学べる服部学園を選んだ。我が道を行く兄とは反対に、気を配ることができるしっかり者で、兄とも仲良くしたいのだが、あまり取り合ってくれないのが悩み。
『熱血時代劇』では「疾風丸」として登場。『行進曲AS』や『マッハ』でもチームエディット専用キャラクターとして使用できる。『行進曲AS』での肩書は「俊足弟者」。
きりがくれ
フルネームは霧隠　葵(きりがくれ あおい)。服部学園3年。チアリーダーを務める。生粋の忍者っ娘で、鋭い目つきがチャームポイント。大きなお屋敷に住んでいる。お館様のために影で働くことを夢見ているため、生まれてきた時代を間違えた、が口癖となっている。変わり者だが、憎めない性格で回りからは好かれている。
『行進曲AS』や『乱闘行進曲』でも「服部学園チーム」の応援ガールを務める。『行進曲AS』での肩書は「九一ノ道」。

### 新・熱血硬派くにおたちの挽歌
みさこ(声：黒木ほの香(RCG2))
熱血高校の生徒で、くにおのパートナー。男勝りだが、校内でも一、二を争う美少女。
『挽歌』におけるくにおの恋人だが、強い男に惹かれやすいため、くにおは仲間たちから「あの女だけはやめろ」と度々諌められている。ストーリー後半でさぶに撃たれてしまうが、一命を取り留めている。「旋風脚」、「回転アタック」などの必殺技を使いこなす。
『サッカー編』や『すぺしゃる』以降に登場する同名のキャラクターとは性格や設定は大きく異なるが、熱血高校の生徒、髪型、「びきびき」の口癖、きょうこが友達、といった共通点を有している。
『RCG』では主人公の一人となり、髪の色は黒に変更されている。可愛いものは好きだが女の子らしく振る舞うのが大嫌いという設定になっており、感情表現がつい攻撃的になりがち。コンビのぶっ込み担当であり、重いパンチで敵を吹き飛ばす。補習授業を受けていたが、くにおとりきが何者かに誘拐された事を知り、彼らを助け出すべく立ち上がるが、エンディングは衝撃の事実が待ち受けている。『RCG2』ではくにおのガールフレンドで自称彼女。
「ダウンタウンシリーズ」である『行進曲AS』のDLCや『乱闘行進曲』にも「チームミスズチーム」のメンバーとして参戦する。キャラクターデザインは『挽歌』に準拠しているが、性格や口調は『すぺしゃる』に近いものとなっており、くにおとの関係も曖昧にされている。『三国志』では本編のみさこが諸葛亮として登場しているが、『RCG』のみさこは大喬として別人枠で参加している。
きょうこ(声：諸星すみれ(RCG2)、演：松尾寧夏(ドラマ)傳谷英里香(舞台))
花園高校の生徒で、りきのパートナー。ポニーテールが特徴で、どの作品でも一貫している。
りきの恋人であり、りきを一筋に慕っている。みさこ同様にさぶに撃たれて重傷を負うが、一命を取り留めている。「スクリュービンタ」、「回転チョップ」などの必殺技を持つ。
「熱血硬派シリーズ」のリメイク『すぺしゃる』の続編『乱闘協奏曲』でもりきの彼女として登場し、年下ながらりきの事を尻に敷いている。みさことは大の仲良しで、操作キャラの切り替えを担当するが、戦闘には加わらない。くにおとりきが一触即発の状態になった際には「喧嘩はダメ」と諫めるものの、いざ関東獅子連合との抗争が始まると「やるからには勝ちなさいよ」と檄を飛ばすなど、姐御肌な一面も見せている。
実写版でもドラマ、舞台共に『乱闘協奏曲』の流れを踏襲し、りきの彼女として登場する。
『RCG』では主人公の一人となり、髪の色はオレンジに変更されている。。学校をサボってみさこの補習に付き合っていた所、くにおとりきの誘拐を知り、みさこと共に救出に向かう。天然ボケのキャラクターで口調も優しくなっているが、立ちはだかる相手には容赦せず、身軽さを生かしたキックで敵を蹴散らす。『RCG2』ではりきのガールフレンドで自称彼女。また、『RCG2』では母親が登場する。
「ダウンタウンシリーズ」である『行進曲AS』のDLCや『乱闘行進曲』にも「チームミスズチーム」のメンバーとして参戦する。キャラクターデザインは『挽歌』に準拠しているが、性格や口調は『乱闘協奏曲』に近いものとなっており、りきとの関係も曖昧にされている。『三国志』では本編のきょうこが周瑜役で登場しているが、『RCG』のきょうこは史実で周瑜の妻であった小喬役になっている。
たかやま
くにおとりきが収監された西練馬少年院の法務教官(看守)。脱走したくにお達を執拗に追い掛ける。
厳格な性格だが筋の通った男で、最後はくにお達に協力する。
まもる
たかやまの息子で、くにおの友人。くにおの無実を信じ、身を挺して父の足止めをする。
だいき
熱血高校の生徒。くにおが収監されている間に白ランを奪い、熱血高校の番長格となる。
りゅうた
花園高校の生徒。りきの留守中に花園高校の番長格となり、きょうこを口説いていたが断られ続けていた。
ケン(声：角田雄二郎(RCG2))
くにおと瓜二つの容姿を持つ男。舎弟のあきおと共に事故を起こし、くにおとりきが冤罪を受けるハメになる。
孤児院育ちのために身寄りが無く、くにおに深い恨みを持つさぶが容姿に目を付けて手駒とした。最終的にはさぶに用済みと断じられ、射殺される。
『RCG2』ではさぶの息子として再設定されて登場する。さぶこの弟。くにおに瓜二つだが喧嘩は弱く、地位と権力を鼻にかける嫌味な性格になっている。
『行進曲AS』や『乱闘行進曲』では「じゃぱん選抜チーム」のメンバーとして参戦する。『乱闘行進曲』では、「あるフィクション作品でくにおの偽物として殺される役」を演じた役者、という設定で登場し、その因縁でくにおを倒すために格闘大会に参加する。同作や『行進曲AS』では、くにおの下位互換といえるキャラクター性能だったが、『マッハ』では差別化が図られている。
あきお
りきと瓜二つの容姿を持つ男で、ケンの舎弟。作中ではオープニングにのみ登場し、以降の消息は不明。
「あきお」という名前や、ケンの舎弟である事も、2011年になって岸本良久より明かされたものであり、作中では彼についての言及は一切無い。

### ダウンタウン熱血物語ex
出典：
さおり(演：藤峰みずき(舞台))
フルネームは豪田　砂織(ごうだ さおり)。清金女子高校1年。誕生日は11月17日。血液型はA型。宝陵高校・豪田の妹で、清純可憐な美少女であり、彼が唯一逆らえない存在。眼鏡とコンタクトレンズを併用している。幼少のころから病弱で、男子にいじめられるのを兄に助けられて育ってきており、なにかと兄を頼る「妹萌えの典型」となっている。宝陵高校・霧島を実の姉のように慕っている。宝陵高校・紫から好意を寄せられていることには気づいていない。『熱血物語』では設定のみで存在していた。キャラクター名は、スタッフの中に熱血高校・桃園を演じた声優鈴木砂織のファンがいたから、という裏話が語られている。
『熱血物語ex』では豪田の立場を左右するキャラクターとなっている。長谷部や久仁子の活躍によって、彼女に危害が及ぶ事態は阻止されたものの、本人は状況をよく理解していない。「冷峰に加担したことを知った砂織は兄を責めてしまうが、砂織に罪悪感を抱かせないために豪田は真相を打ち明けることはしなかった。のちに紫が真実を砂織に教えてしまい、砂織は自分を責め、衝動的に家を飛び出したところ、新たな事件に巻き込まれるのだが、それはまた別の話」との設定上のエピソードが存在する。『熱血物語SP』では放課後の時間帯になると兄と待ち合わせをしている姿を見かけることができる。『行進曲DX』では「女の子チーム」、『行進曲AS』や『乱闘行進曲』では「応援ガールチーム」の応援ガールを務めている。
ひまだ
フルネームは火間田　翔(ひまだ しょう)。虎島実業第四高校3年。誕生日は12月25日。血液型はA型。応援団所属。赤色のリーゼントとサングラス、声の大きさが特徴で、応援団で遺憾なく発揮されている。典型的なド根性人間であり、好戦的かつ落ち着きのない性分。少人数側の味方になるという彼独自の主義を持つ為、時には悪者の味方をしてしまうこともある。熊田の応援に夢見町を訪れていたところ、乱闘を繰り広げながら冷峰学園へと向かうくにお達を見かけ、性分の赴くままに挑みかかる。特定条件を満たすと仲間として同行させることも可能となっている。
代表的な必殺技は「ファンキーキック」。『熱血時代劇』では「文字」として登場する。『行進曲AS』や『マッハ』では、チームエディット専用キャラクターとして参戦する。『行進曲AS』での肩書は「過激応援」。

#### 本編未登場キャラクター
- Miracle KidzよりリリースされたXbox LIVEインディーズゲーム『ダウンタウン激凸ドッジボール！』に登場した人物

藤原　雄介(ふじわら ゆうすけ)
沼丘工業高校3年でボス。冷峰四天王・望月の部下を自称している。
少し変わったところがあるものの、義理人情を大切にし、とても潔い性格の持ち主。人の善し悪しを判断する能力に長けているが、アンラッキーな運命を背負っている。
田島　大介(たじま だいすけ)
五代の友人で、かつての谷花高校No.2だったが、現在は転校している。
面倒見が良く、心根の優しい男。格闘よりも知略に長けるタイプ。
榎田　知治(えのきだ ともはる)
星草農業高校3年でボス。踊る事が好きで、ダンスが得意。
女性にはとても優しいが男には冷たいフェミニストで、不良に絡まれていた女子高生を助けるが、その間に自校は襲撃に遭うも谷花高校・五代に助けられ、校内の信用を失い失脚する。しかしその後、反・五代を掲げるグループを結成した。
池島　刃一(いけじま　じんいち)
又川工業高校3年で、前ボス・篠塚に代わる新しいボス。冷峰学園の支配下から開放された校内のグループをひとつにまとめ上げ、ボスになった。
以前は篠塚と対抗していたグループのリーダーだったが、実力はイマイチ。影村学園・三田に酷くやられた事があり、彼を怖がっている。
三田　譲二(みた じょうじ)
影村学園3年。地味で目立たない…というより、存在感をわざと消している男。人前に出るのは大の苦手。
同校の上条＆山本とは異なり、実力はあるものの、目立つことが嫌いでボスになる気は毛頭無い。学園の危機を知り、独自に行動している。
梶　十郎(かじ じゅうろう)
紫苑山学園3年で元ボス。校内では不良としての存在感タップリ。かつて学園を牛耳っていたが、後輩である木城に敗れ、No.2に降格している。
気に入らない生徒を見つけては体育館に呼び出してシメたりしていた。行動する時は必ず8人からの仲間を従えているのだが、木城1人に全員がやられてしまったため、一転して校内の笑い者になってしまった。
- 設定が存在する人物

藤沢　武治(ふじさわ たけはる)
坂宿商業高校3年。過去に格闘技を習っていたらしいものの、弱気で目立たない男。
冷峰学園の「小松　茂一(こまつ　もいち)」という男と同じ小・中学校に通っていた。優しい性格のため、喧嘩においても常に相手を気遣ってしまい、力を出し切れないでいた。
篠塚　準次郎(しのづか じゅんじろう)
又川工業高校3年でボス。剣技と武術に優れているが、無口。ダブルドラゴン兄弟に敗れて行方不明になり、その後は池島がボスとなる。
中学時代に宝陵高校・紫と剣術で対決したことがあるが、完敗した過去がある。
木城(きしろ)
紫苑山学園2年で現在のボス。「真の四天王」と呼ばれる内の一人。
野元　茂樹(のもと しげき)
星の丘西高校3年でボス格。襲い掛かってくる同校の生徒の台詞にて、名前が確認することができる。
鶴岡　伸二(つるおか しんじ)
透亀商業高校2年でボス。自校を支配している霧雨実業高校・風丘に反発し、対抗勢力を作っている。襲い掛かってくる同校の生徒の台詞にて、名前が確認することができる。
大島　香代(おおしま かよ)
清金女子高校2年。砂織にとって憧れの先輩。『べーすぼーる』に登場した宝陵高校3年・「大島　太一(おおしま たいち)」の妹。
長谷部の仲間であり、山田の野望を阻止すべく立ち上がったくにおに協力する。くにおからは「おかよさん」と呼ばれている。

### くにおくんの超熱血！大運動会
マイケル・トビオカ
弱冠17歳ながら飛び級で有名大学に通っている天才少年で、大企業「トビオカコンチェルン」の御曹司にして大運動会の主催者。
「トビオカコンチェルン」は表向きでは人工知能介護ロボット、裏では軍事用ロボットを開発している。インターネットでくにおの存在を知り、ハイテクの要となる素材と睨み、研究対象としてロボット軍団と戦わせるために大運動会を開催し、挑戦状を叩きつける。
『行進曲AS』では、藤堂からの連絡を受けて来日し、くにお達のデータを収集するために挑戦状を叩きつける。刺客として「トビオカCCチーム」を差し向けるも返り討ちにされた挙句、藤堂・山田と共に、長谷部にぶっ飛ばされている。同作での肩書きは「文武両道」
『乱闘行進曲』では、『行進曲AS』で入手したくにおのデータをロボット達にインプットしており、試運転の場として「トビオカCCチーム」を格闘大会に参加させ、帯同する。
『行進曲AS』や『マッハ』では、本人もチームエディット専用キャラクターとして使用できる。『マッハ』では必殺技の構成が、全て機械仕掛けの移動兼突進技「ブースター」となっている。
ともりん
「アークTV」に所属する売り出し中の女性アイドルで、大運動会のリポーター兼、司会進行役。独特のノリを持った人物で、マイペースな性格をしている。
『行進曲AS』でも「トビオカCCチーム」の応援ガールを務める。同作での肩書きは「放送天使」。
シエラ
トビオカの側近。口数の少ない美女で、つりあがったメガネと大きなイヤリングがトレードマーク。
サダモビッチ
「トビオカコンチェルン」の若き科学者。優秀な頭脳を持つがトビオカには頭が上がらない。最強のロボット軍団「トビオカアトミックボンバーズ」を開発し、大運動会の決勝戦に送り込んでくる。
たかおか
秋葉学院チームのキャプテン。緑色の髪がトレードマーク。教室の隅で仲間達と語らいつつ、不良たちの喧嘩を眺めていところ、なんとなくで必殺技を覚えており、見様見真似ながらも意外に強力。『行進曲AS』や『乱闘行進曲』にも、「秋葉学院チーム」のキャプテンとして参戦する。『行進曲AS』での肩書は「趣味人」。
『乱闘協奏曲』では、街中のNPCとして登場。『熱血物語SP』では河中と共にサブイベントに登場し、偶然窮地を救ってくれたくにおにある重要人物の情報を教えてくれる。
かわなか
秋葉学院チームの副キャプテン。茶髪がトレードマークのちょっぴりイケメンながらも、中身は立派なオタク。『行進曲AS』や『乱闘行進曲』にも、「秋葉学院チーム」の副キャプテンとして参戦する。『行進曲AS』での肩書は「茶髪趣人」。
『熱血物語SP』では高岡とともにサブイベントに登場し、同人誌の原稿を紛失するピンチに見舞われている。

### 熱血硬派くにおくん すぺしゃる
まどか(演：山本梓(ドラマ))
熱血高校の教師で、くにおとひろしのクラス担任。かなりの美人で、くにおからは「まどかちゃん」と呼ばれている。くにおに振り回されつつも教師として彼と真摯に向き合っている。肩書きは『すぺしゃる』では「美人教師」。
『行進曲AS』や『乱闘行進曲』では「熱血ドッジ部チーム」の応援ガールを務めているが、恥じらいを捨てきれていない。
実写版ではブルーエンペラーの元総長で、「紅のまどか」の異名を持っていたという設定が加えられている。故にゲームと違って姉御肌の性格であり、スポーツ関連のエピソードではくにお達にスパルタ特訓を課す。
こうちょう
熱血高校の校長。誕生日は10月23日。血液型はA型。若かりし頃は不良だったという噂がある。肩書きは『すぺしゃる』では「熱高校長」。
『熱血物語SP』にもNPCとして校門前に登場するほか、『行進曲AS』ではチームエディット専用キャラクターとして使用できる。
ゆうや
熱血高校2年。誕生日は12月10日。血液型はA型。熱血高校のいじめっ子。ひろしをカツアゲしていた所をくにおに倒され、以後、くにおを付け狙うようになる。不良になる前は優等生だった。肩書きは『すぺしゃる』では「熱高不良」。『乱闘協奏曲』では特定の行動を取ると、としおと共に登場する。
としお
熱血高校2年。誕生日は6月27日。血液型はB型。ゆうやの連れでいじめっ子。肩書きは『すぺしゃる』では「いじめっ子」。
わたる(演：本多遼(ドラマ))
フルネームは佐々木　亘(ささき わたる)。花園高校3年。誕生日は3月11日。血液型はA型。りきの舎弟で、花園高校のNo.2。野心家で、己の野望の為ならば手段を選ばない策士。肩書きは『すぺしゃる』では「花園の狂犬」、『乱闘協奏曲』以降では「腹黒策士」。
『りき伝説』では、りきの舎弟となった経緯が描かれている。『乱闘協奏曲』では、野心の赴くままに関東獅子連合に協力するが、くにお達にあえなく挫かれ、りきからはその心根を窘められている。
ドラマ版ではりきが最も信頼する舎弟として登場。特に野心を抱く様子も無い。
「ダウンタウンシリーズ」の『行進曲AS』でもストーリーに登場し、藤堂に唆されて騒動を起こすものの、目論見は失敗に終わり、冷峰生に袋叩きにされている。同作ではチームエディット専用キャラクターとして使用できる。『熱血物語SP』ではりきグループの一人として登場するが、りきに遜る態度は鳴りを潜めている。
みこと
ブルーエンペラーのNo.2。熱血高校を襲撃し、くにおとバイクチェイスを繰り広げる。『りき伝説』や『乱闘協奏曲』にも登場する。
みゆき
みすずを「姐さん」と呼び慕っているスケ番。
「ダウンタウンシリーズ」である『行進曲AS』のDLCや『乱闘行進曲』にも「チームミスズチーム」のメンバーとして参戦する。
『乱闘行進曲』のストーリーでは、くみこと共にみすずの側近を務めており、みさこ＆きょうこ、みほを呼び出し、格闘大会への参加を要請している。
おとうさん
ひろしの父で政治家。三和会に命を狙われている。肩書きは「真面目議員」。
カツジ
三和会舎弟頭。
「ダウンタウンシリーズ」である『行進曲AS』や『乱闘行進曲』にも「アウトローチーム」のメンバーとして登場する。
テツ
三和会の若頭。ゆうやの兄でもある。
「ダウンタウンシリーズ」である『行進曲AS』や『乱闘行進曲』にも「アウトローチーム」のメンバーとして登場する。

### りき伝説
さかた
花園高校3年。誕生日は4月26日。血液型はA型。
花園高校の不良生徒。喧嘩はそれほど強くないが口達者な男。嘘やハッタリを得意とし、その口の巧さで花園の番長にのし上がったが、りきに番長の座を追いやられた。肩書きは「舌先三寸」。
『乱闘協奏曲』では、関東獅子連合に協力しており、わたると共謀してくにおを罠に嵌めようとするが失敗し、その後も情けない立ち回りを繰り返している。
めぐみ
花園高校の校長。誕生日は10月5日。34歳。
『RCG2』では設定が大きく変更されており、リバーシティ（熱血）高校の臨時教員だが、その正体は三和会の構成員となっている。
ごんだ
花園高校の教師で、りきの担任。
おかだ
暴走族「武赦紋漸(むしゃもんぜん)」の特攻隊長兼副総長。誕生日は5月22日。血液型はO型。
50人の武装集団を率いる。非常に執念深い性格で、一度狙った相手にはしつこく付きまとう。『乱闘協奏曲』ではサブイベントで戦える。
まえざわ(演：阿部亮平(ドラマ))
暴走族「武赦紋漸(むしゃもんぜん)」の総長。誕生日は11月8日。血液型はA型。
とてつもなく冷酷で、勝つためなら卑怯な手も平然と使う極悪人。りきの住む地域をナワバリにしており、りきのことをおもしろく思っていない。『乱闘協奏曲』ではサブイベントで戦えるほか、街のNPCとしても登場。真っ当な暴走族として生きるべく改心した旨を述べている。
「ダウンタウンシリーズ」の『行進曲AS』ではチームエディット専用キャラクターとして使用できる。同作での肩書は「非道総長」。
実写ドラマ版では武赦紋漸創設者である前総長(演：廣瀬裕一郎)の死後に跡を継いだ設定になっている。

### 熱血硬派くにおくんSP 乱闘協奏曲
ぎんじし
関東獅子連合の神奈川支部長で、本名は「しろがね」。
クールで二枚目な一匹狼。何事も合理的に済ませる主義で、頭の回転も速い。バイクいじりが趣味。かつてはブルーエンペラーのメンバーであったが、ある事件を機に脱退している。必殺技は「じごくぐるま」と「ともえなげ」。
「ダウンタウンシリーズ」の『行進曲AS』のDLCや『乱闘行進曲』にも「関東獅子連合チーム」の副キャプテンとして参戦する。『マッハ』では専用必殺技「ソニックブレイク」が追加されている。
まじし
関東獅子連合の栃木支部長で、本名は「だて」。
プロレスラー然とした関東獅子連合随一の巨漢で、ミスズと同じく巨大な特殊キャラクタードットが用意されている。常にホッケーマスクらしきマスクを着用しており、口数も少なく滅多にしゃべらないものの、その男らしい振る舞いから彼を慕う者は多く、ぎんじしからは「旦那」と呼ばれている。ドロップキックをはじめ、パワーを活かしたプロレス技を駆使する。必殺技は「放り投げ」。
「ダウンタウンシリーズ」の『行進曲AS』のDLCや『乱闘行進曲』にも「関東獅子連合チーム」のメンバーとして参戦する。『マッハ』では専用必殺技「大振り上げ」が追加されている。
べにじし(演：三田真央(ドラマ))
関東獅子連合の茨城支部長で、本名は「べにばやし」。
関東獅子連合の紅一点であり、紅の特攻服を纏ったアイドル並の美女。関東獅子連合の中にも彼女のファンクラブが存在する。元バレーボール部であり、強力なスパイクが武器。必殺技は「火の玉すぱいく」。
ドラマ版では設定が大幅に異なっており、特攻服も着ていない。当初は三つ編みでセーラー服の少女「紅林紅花（べにばやし べにか）」を名乗り、ハニートラップを仕掛けてくにとりきの同士討ちを狙う。更にはみさこを人質に取り、ひろしを手下に甚振らせてみすずを誘き出すなど卑劣な策を巡らせ、それをゲームと称して楽しむ悪女として描かれる。しかしゲームと違って本人に喧嘩の力は無く、最後は奮起したみすずの反撃で手下を全滅させられたが、自身はみすずに殴るフリで脅されただけで直接の制裁を受ける事は無かった。
「ダウンタウンシリーズ」の『行進曲AS』のDLCや『乱闘行進曲』にも「関東獅子連合チーム」のメンバーとして参戦する。『マッハ』ではバレーボールにちなんだ必殺技「ハイパースパイク」が追加されている。
うきょう
さきょう
関東獅子連合の千葉支部長を二人で務める双子の兄弟。本名は兄が「あづま うきょう」、弟が「あづま さきょう」。
顔に傷のある方がうきょう、無い方がさきょう。「ツインレオ」の異名を持ち、息の合ったタッグ攻撃を得意とする。趣味は兄が野球、弟がバスケットボールであり、必殺技はそれぞれ「ふるすいんぐ」と「だんくすぺしゃる」。
「ダウンタウンシリーズ」の『行進曲AS』のDLCや『乱闘行進曲』にも「関東獅子連合チーム」のメンバーとして参戦する。
きんじし(演：加藤衛(ドラマ))
関東獅子連合の群馬支部長で、本名は「かねだ」。秋葉学院3年。誕生日は2月28日。血液型はO型。
ししおうに比肩する実力者であると同時に、ベンチャー企業の社長としての顔も持ち、秋葉原にビルを構えている。喧嘩のスリルを味わうために関東獅子連合に参加したにすぎないため東京侵略に興味は無く、多忙な身でもあるためにあまり協力的ではない。そのため、1周目では結局姿を見せず、代わりに変装したさかたと戦うことになる。2周目で初めて登場し、その実力を披露する。
ドラマ版では音楽プロダクションの社長としてみさこに歌のオーディションを受けるように勧めるも、実際はインチキ会社で、みさこの歌手デビューを盾にくにお達の抵抗を封じて一方的に倒すつもりだった。しかもオーディションはとある有名プロデューサーに金を掴ませており、最初からみさこを合格させるつもりも無かった。しかしプロデューサーがみさこの熱意に負けて真相を話し、みさこが自らオーディションを蹴ってくにおの元に駆け付けた事で脅迫材料を失い、反撃に転じたくにお達に倒される。ゲームと違って喧嘩は強くはなく、人を食った態度を取る。
「ダウンタウンシリーズ」の『行進曲AS』や『マッハ』ではエディット専用キャラクターとして使用できる。『行進曲AS』での肩書は「学生社長」。
ししおう(演：大貫勇輔(ドラマ))
関東獅子連合の埼玉支部長で、本名は「しげまつ」。
強者揃いの支部長でも最強格の実力を誇る猛者であり、巨漢「風神」と「雷神」を側近として従えている。威風堂々としたカリスマ性と正面からの勝負を是とする高潔さを備え、関東獅子連合の実質的なリーダーを務めている。必殺技は「ばっくぶりーかー」。
「ダウンタウンシリーズ」の『行進曲AS』のDLCや『乱闘行進曲』にも「関東獅子連合チーム」のキャプテンとして参戦する。『マッハ』では専用必殺技「回転スラッシュ」が追加されている。
あぼぼ
『ダブルドラゴン』より客演したスキンヘッドの大男。ラストバトル終盤の強敵として出現し、2周目では原作のジック（ミボボ）同様に肌が緑になった強化状態で登場する。
『RCG』ではダウンタウンのボスキャラクターとして登場。廃線になった地下鉄ターミナルに住み、誘拐と強盗で生計を立てる悪党となっている。最近はあまり稼げないらしく、警備員のバイトにも励んでいる。『RCG2』ではミボボ、ジャックを加えた三人組で登場。
りー
香港マフィア「レッドスネーク」のボスであり、暴力団・三和会の組長・さぶの兄。関東獅子連合を裏から操っていた黒幕の一人であり、ラストボス。くにおへの復讐を目論むさぶに協力していた。
「ダウンタウンシリーズ」である『行進曲AS』や『乱闘行進曲』にも「アウトロー」チームのメンバーとして登場し、格闘種目では真っ先に出場してくる。

### ダウンタウン熱血行進曲 それゆけ大運動会〜オールスタースペシャル〜
かとう
明暗高校3年。誕生日は3月20日。血液型はA型。3年になってから転校してきたため、人間関係を築けるか不安を抱いていたが、親身に接してくれた山田に心を許すも、利用されて洗脳を施されてしまっている。転校から数か月後には顔色が悪くなり、口数も少なくなった。
必殺技として「山田の術」を使用することができる。「明暗高校チーム」のキャプテンを務めるが、メンバー同士は互いに無関心であり、会話もない異質なチームとなっている。肩書は「不運転校」。
ちなつ
百合ヶ丘女子高校3年。誕生日は2月7日。血液型はA型。お嬢様学校のミーハー女子高生。豪田の熱烈なファンであり、豪田が参加するという噂だけで運動会への参加を決めるが、校内には豪田のファンが多数おり、メンバーはすぐに集まった。喧嘩も運動も経験皆無ながら、「百合ヶ丘女子チーム」のキャプテンとして、気合と豪田への愛で戦い抜いている。肩書は「熱狂新派」。
まつだ
冷峰学園1年。誕生日は2月2日。血液型はO型。熱血高校・七瀬の弟分。中学時代は非力で学力もなく、いじめられていたところを七瀬に助けてもらったことを契機に一念発起して努力し、全国有数の進学校である冷峰学園入学を果たしている。藤堂らはその存在を人質に取り、七瀬を操って「熱血高校チーム」を窮地に陥れる。肩書は「不運生徒」。
こしば
冷峰学園2年。誕生日は9月25日。血液型はA型。藤堂の使いっぱしりその1。藤堂の思惑を汲み、裏で実際に行動する。やる気がなさそうな雰囲気で余裕ぶった態度を取り、狙って相手を逆なでさせるなど頭はきれるため、そこそこ信頼されている。肩書は「悪童一号」。
にと
冷峰学園1年。誕生日は6月16日。血液型はB型。藤堂の使いっぱしりその2。藤堂の思惑を汲み、裏で実際に行動する。タチの悪い愉快犯であり、不良の扱いもうまいところを買われている。肩書は「悪童二号」。
たのうえ
冷峰学園2年。誕生日は8月1日。血液型はB型。「冷峰四天王チーム」の応援ガール。クールでポーカーフェイスな女子。吹奏楽部に所属し、先生の代わりに指揮を執るなど、厳しくも優しく皆を率いている。部活柄応援に慣れているだろうということで無理矢理応援ガールに引っ張り出されるが、派手なことは嫌いなものの、頼られることは嫌いではないために渋々ながら引き受けている。肩書は「冷静沈着」。
かなえ
冷峰学園3年。誕生日は3月12日。血液型はO型。「冷峰元生徒会チーム」の応援ガール。風紀委員に所属する、何事にも頑張り屋のメガネ系女子。元生徒会からの信頼が厚く、応援ガールに抜擢される。母親譲りの喋り方が特徴的だが、からかわれると怒って話を聞いてくれなくなる。肩書は「風紀奔走」。
さが
冷峰学園3年。誕生日は6月1日。血液型はA型。「冷峰運動部チーム」の応援ガール。普段は陸上部のマネージャーで、姉御肌で面倒見がよい体育会系女子。特技はおにぎり作りで、愛想もよく、誰であろうと公平に接するため、麗華をもたじろがせてしまう数少ない人物のひとり。肩書は「誠心誠意」。
たくも
秋葉学院2年。誕生日は8月24日。血液型はB型。「秋葉学院チーム」の応援ガール。チームのメンバーに負けず劣らずのオタクであり、主なジャンルは声優。男性声優のライブツアーを全通するため、アルバイトをする方法を模索している。日々SNSで仲間たちと交流することに精を出している。肩書は「熱烈追女」。
ほうづき
千里台高校1年。誕生日は3月31日。血液型はA型。「千里台高校チーム」の応援ガール。俗にいうツンデレ女子。可愛い容姿も相まって、終始照れている様子に異性からの人気が高い反面、同性からは低い。好きな人には特に強く当たってしまうので、自宅で猛省するのが日課となっている。肩書は「天邪鬼女」。
うすば
影村学園3年。誕生日は11月11日。血液型はA型。「影村学園チーム」の応援ガール。とてつもなくシャイで根暗な性格であり、なぜ応援ガールになったのか、チームメンバーはおろか本人すらも不思議に思っている。自宅ではおしゃべりらしく、大学生活に向けてペットのカメと話す練習をしている。お笑いが好き。肩書は「寡黙無言」。
うずひ
恐山商業高校2年。誕生日は1月30日。血液型はAB型。「恐山商業高校チーム」の応援ガール。ピンクのツインテールがトレードマーク。朗らかかつおっとりとした性格で、チームの癒しになっている。普段はホワホワしており抜けていると思われがちだが、根は真面目で学年トップの成績を誇っている。そのモチベーションは、自分の口寄せ能力で戦国武将を降霊させることであり、その戦国武将(の霊)と恋愛をすることが夢。肩書は「有望潮来」。
まみや
死愚魔高校2年。誕生日は4月21日。血液型はO型。「死愚魔高校チーム」の応援ガール。高校入学と同時にヤンキーの世界から足を洗うも、感情が昂ぶると元ヤンな口の悪さが出てくるほか、好きなものは可愛くて小さいものと周りに言っているが、本音はバイクなどゴツイものに惹かれてしまう。中学時代から憧れていた喫茶店でアルバイトをしており、同僚から頼りにされている。『熱血行進曲AS』での肩書は「潜在奔騰」。
みしろ
「じゃぱん選抜チーム」の応援ガール。誕生日は2月4日。血液型はA型。冷静沈着な性格で他人を寄せ付けないオーラがあるのか、誰からも一歩距離を置かれてしまうのが悩み。普段は強豪サッカーチームのマネージャーを務めており、敵チームの情報収集とデータ分析が仕事で、チームの勝利に貢献している。趣味は数学。肩書は「見美知著」。
フォーリン
「わーるど選抜チーム」の応援ガール。アメリカで活躍しているアメフトチームのチアリーダー。体が柔らかく、キレのあるダンスが特徴。とても明るい性格で、来日に際しては日本語の応援の言葉を勉強してきた。感情的な性格に見えて、プロであることに誇りを持っている。お金持ちの彼氏を募集中で、休日にはクラブに行くのが現在の楽しみ。肩書は「looking a boy」。

### ダウンタウン熱血物語SP
ながつか
フルネームは永塚 聡(ながつか さとし)。坂宿商業高校2年。誕生日は3月24日。
絡まれ体質であり、数人でいてもピンポイトで絡まれる。冷峰四天王・木下とは中学時代の旧知の仲だが、進学とともに凶暴な不良へと変わってしまった木下を怖がっている。
みなもと
フルネームは源　頼和(みなもと よりかず)。冷峰学園3年。誕生日は2月9日。血液型はA型。
冷峰四天王・平の親友。中学時代は平とふたりで「源平コンビ」と呼ばれ、そこそこ名の知れた不良だった。卑劣漢へと変貌してしまった現在の平に心を痛めており、くにおに平を元に戻せる可能性を見出し、頼ってくる。
街に評判が立つほどの腕利きゲーマーでもあり、ゲーセンではリリースされたばりの「FoDD2016」をやり込んでいる。
おおた
冷峰学園の生徒で、「チーム望月」の一員。冷峰四天王・望月と、その親友である早坂に憧れており、配下として師事している。
ちほ
しおり
花園高校2年。マミと合わせて花園の仲良し3人組。マミとりきの恋を応援している。
篠田
フルネームは篠田　晃(しのだ あきら)。誕生日は5月29日。
冷峰学園OBで、若手実業家。最近はうまくいっておらず、夜な夜なバーに入り浸っている。くにおのことを気に入り、冷峰学園に関する情報を様々に教えてくれる。
リナ
フルネームは出口　理奈(でぐち りな)。誕生日は1月18日。血液型はO型。
冷峰四天王・小林の幼馴染。小林の生い立ちや人柄、元生徒会長・鬼塚との関係を幼馴染の視点から教えてくれる。
ミカ
フルネームは坂上　美香(さかがみ みか)。誕生日は4月17日。
ストーリー序盤でくにおに告白してくる女の子。「真のエンディング」におけるキーパーソンのひとり。
ミノリ
フルネームは山上　実(やまがみ みのり)。誕生日は3月12日。
マコトの双子の姉。マコトと出会ってから山田が辿った足跡を知る人物であり、「真のエンディング」におけるキーパーソンのひとり。
マコト
フルネームは山上　誠(やまがみ まこと)。誕生日は3月12日。
圧倒的な暴力による恐怖をもって夜の街を支配していた人物。ただならぬオーラをまとい、正気を失っている。
長らくゲーム作品では語られることがなかった山田の「悪のパワー」に関するエピソードで登場する、「真のエンディング」におけるキーパーソンのひとり。

### ダウンタウン乱闘行進曲
つばき
フルネームは椿　泰明(つばき やすあき)。謎の格闘術を操る武闘集団「ウー ワン フー」のボスで、中国育ちの日本人。中学2年から日本で過ごしている。
組織を拡大するため、有能な人材を発掘し、スカウトあるいは無理矢理服従させるため、宗方や松戸と共謀して格闘大会を開催する。自らの格闘術ノウハウをまとめた教本を刊行している。彼の操る格闘術は、師である「宗」という人物から伝授されたものであり、ダブルドラゴン兄弟の兄弟子にあたる。キャラクターデザインが似ていることから「わーるど選抜チーム」のメンバーとして参戦したビリー＆ジミーにダブルドラゴンのボスキャラクター「チン・タイメイ」と間違えられている。
みやこだ
フルネームは都田　全(みやこだ ぜん)。「ウー ワン フー」の精鋭「タイガー ファイブ」の筆頭。
合気道の達人で、物静かな男。「クシャミ の ぜんちゃん」と言われるほど、幼少期から何故かくしゃみが頻発する体質に悩まされており、椿の導きにより克服できたが、椿から授かった技は気に入っていない。劇中以前に『格闘伝説』におけるダブルタイガー兄弟主催の格闘大会に出場しており、予選でやまいしと対戦。しかし、対戦中にくしゃみを頻発した隙を突かれてやまいしに敗北した過去を明かしている。げんえいとは中学が一緒で、合気道部のキャプテンだった。
しもきた
フルネームは下北　八太郎(しもきた やたろう)。「ウー ワン フー」の精鋭「タイガー ファイブ」の参謀。『熱血物語ex』に登場した光橋大学付属第三高校に所属。
両親が医師で、父から人体の弱点を教わっており、指で弱点を突く攻撃を得意とする。自身も文武両道だが、エリートな奴には強い嫉妬を抱いているほか、その技術と言動の卑猥さゆえに女子からは嫌われている。
みやがさき
フルネームは宮ヶ崎　陽気(みやがさき ようき)。「ウー ワン フー」の精鋭「タイガー ファイブ」の偵察隊長。
身軽な体を活かした格闘を得意とし、物覚えやスジの良さを見込まれている。名前負けの根暗な性格で、目立つ奴を目の敵にしている。
なか
フルネームは仲　将也(なか まさや)。「ウー ワン フー」の精鋭「タイガー ファイブ」の特攻隊長。
目立ちたがりで根性はあるが、テクニックは無い。現役の暴走族のヘッドであり、手下からは慕われている。
すみ
フルネームは角　門次(すみ もんじ)。「ウー ワン フー」の精鋭「タイガー ファイブ」では一番実力が低い。
不良の割に折り目正しい努力家だが、自分に都合の良い理屈を持つ面がある。メンバーからは「かどかど」と呼ばれるが、本人は嫌がっている。他の４人に比べて実力不足を感じ、椿から購入した「謎の格闘術教本」を勉強中。その教本のためにブラックな事も行う。 椿からは期待を込めて「タイガー ファイブ」に任命されるが、仲とは逆に、手下からは「納得いかない」との理由で嫌われている。
あいしま
フルネームは相嶋　一輝(あいしま　かずき )。緋乃島高校3年。七色の必殺技を操るといわれる喧嘩の天才。
松戸によってもたらされた謎のドリンクを服用したため、能力強化の代償として幾つかの必殺技を忘れた上に、普段から攻撃一辺倒なために弱点の打たれ弱さが副作用によって深刻化してしまっている。自分の力を過信して生きておりプライドが高く、自分が主役と疑っておらず、名声を集めているくにおを敵視している。タケノコが好物。専用必殺技「光速脚」「光速アタック」を駆使する。
たぬま
フルネームは田沼　朝信(たぬま　とものぶ )。霧島実業高校3年。「気配を消す能力を持っている」といわれる目立たない男。
番長でありチームキャプテンである風丘を慕っているのか、何かと傍ににいることが多いが、当の風丘すらも気づいていない。中学時代のあだ名は「アサシン」で、動きが素早い上に雰囲気も暗殺者然としている。専用必殺技「指刑」を駆使する。

### 熱血硬派くにおくん外伝 River City Girls
スカルマゲドン
『ダブルドラゴン ネオン』の登場人物である骸骨の怪人。かつては悪事を働いていたが『ネオン』にてリー兄弟に敗れてからは改心し、怪しい品物を置く骨董品屋を営んでいる。見た目に反してフレンドリーな性格。再訪時には何故か和菓子とソーダしか買えない。
ヒバリ
若者に大人気のインディーズのファッションデザイナー。白い肌と黒く染まった不気味な芸妓のような格好をしている。直接デザインを依頼するには純金製の貢物を持って行かなければならない。
「ファッションは人生」と捉えており、（彼女から見たら）見るに堪えない格好をしているみさこときょうこを「ホームレス高校生」と呼び、更には失礼な態度を取ったみさこへの怒りから戦いを挑んで来る。戦闘では奥行の無い横スクロールアクション風の画面になり、空中を浮遊しながら針、糸による攻撃や、弾幕系シューティングのようなショットを放ってくる。
ノイズ（歌：Megan McDuffee）
世界的に超絶人気を誇るギターボーカリスト。オーシャンハイツの船の上でライブを開いている。。好物は大トロ。
本名は「のぞみ」で、きょうことは小学時代の友達だった。転校したばかりで友達のいなかった頃に唯一話し掛けてきたきょうこと仲良くなったものの、その僅か一ヶ月後にきょうこが問題行動を起こして学校を去った事で再び孤独になったらしい。その為、きょうこに対して良い感情は抱いていない。ファーストアルバムの資金を出したのはさぶだったらしく、ノイズ自身はその事を後悔している。戦闘ではステージ上からリズムゲームのアイコンのような攻撃を仕掛け、ステージ下ではギターを用いた格闘戦を行うほか、観客も妨害するかのようにフィールド内に入って来る。
さぶこ
三和会組長・さぶの娘であり、ラストボス。きょうこが思わず「想像してたより可愛い」と言うほどの美女だが、佇まいは極道そのものであり、服役中の父に代わって組をまとめている。構成員には女ヤクザも多い（みさこ曰く「かっこいい」）。戦闘では父のように拳銃こそ使わないが、日本刀を携え、分身や瞬間移動を駆使する。『RCG2』では前作でみさこ達に敗れたことで父に地位を剥奪されたが、なぜかみさこ達の手助けをする。

### 熱血硬派くにおくん外伝 River City Girls2
マリアン(声：井上麻里奈)
『ダブルドラゴン』シリーズの登場人物。鍛え抜かれた肉体で悪と戦う正義のお姉さん。戦闘スタイルはプロレスチックな技とパワフルな一撃を特徴とする。原作では誘拐されてビリーとジミーに救出されるも最終的には射殺されていたが、『RCG2』では誘拐された際に獄中で鍛錬を重ね、現在の肉体を手に入れた設定となっている。当初はボスとして登場し、倒すと使用可能になる。
プルーヴィ(声：鬼頭明里)
『River City Ransom: Underground』の登場人物であり、『RCG2』の主人公の一人。ダンス動画を上げればいつもトレンド入りするほどのSNS女王。クールな性格だが友達思い。戦闘スタイルはストリートダンスにカポエイラを合わせたキックファイター。マリアンと同じく最初はボスとしてみさこ達と戦うが、倒すと使用可能になる。

### 実写ドラマ版
田所(演：土平ドンペイ)
くにおが転校する前の熱血高校番長。実家は商店を営んでいる。せこい小心者で喧嘩も弱いが世渡りが上手く、くにおに手下諸共叩きのめされてからは一方的に彼の懐に入り込んだ。
食堂のおやじ（演：モト冬樹）
くにおの行きつけの食堂「立花屋」の店主。ドラマ版ではくにおはこの店のカツ丼を平らげるのが日課となっている。ジョニーをバイトで雇った事もある。
夢子先生(演：水崎綾女)
熱血高校の保健の先生。緊張感に欠けた口調が特徴。
ヘル(演：大貫勇輔)
裏番長をまとめる組織のボス。白ランを着たくにおを倒すべく、みさこを人質に取ったり戦いの場を用意するなど様々な罠を仕掛ける。正体はくにおの生き別れの兄弟（一卵性双生児）。　
小森（演：吉田将基）
触れた相手に毒を植え付ける「毒手拳」の使い手。いじめられっ子だった少年時代に力を求め、毒手拳を雑誌の広告で知った事で毎日毒の入った砂に手を突っ込み続け、会得に至った。しかしその手で作った味噌汁で父親を死なせてしまった事で陰湿になり、父の「強くなれ」という遺言に報いるべく、自身がくにおの白ランを狙う。身の上話を聞いた田所と夢子先生は感動していたが、ひろしには「完全な自業自得だ」と言い放たれた。
ゆりな（演：高久ちぐさ）
駅前の喫茶店を経営する女性。小学生の娘の菜々（演：小川智彩葵）を持つ。彼女に惚れたくにおとりきをアルバイトに雇う。実は武赦紋漸に所属していた伝説的レディースであり、亡き夫は前総長であった。しかし夫が仲間を守る為に一人で敵の暴走族に立ち向かって命を落とし、自身も抗争が切っ掛けで服役してからは堅気としての生き方を目指し始めた経験から「痛みは痛みしか生まない。拳を出すには理由が必要」という夫の言葉をくにお達に説く。
のりお（演：石田飛雄馬）
いじめられっ子の少年。りきに助けられて以来彼に憧れを抱き、りきからも仲間として受け入れられる。その後、りきが手放した鉄板鞄をたまたま受け継ぐ事になり、武赦紋漸のリンチを受けてしまう。しかし、最終的にはりきを助けるために武赦紋漸のアジトに自ら乗り込んでくるほどに成長を遂げる。